# Hydraulic Fracturing

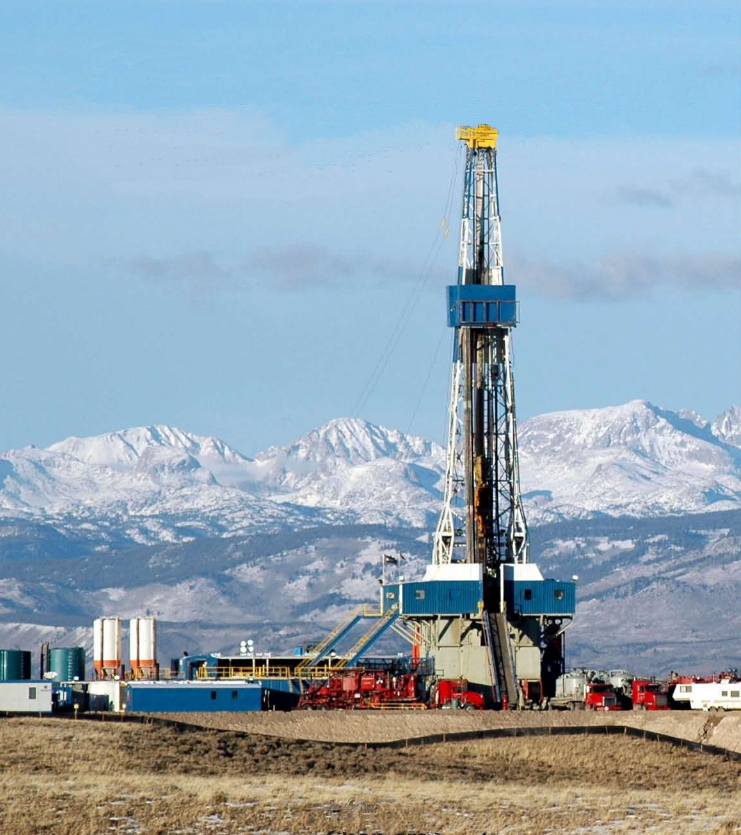
„Tight-Gas“-Bohrung in der Pinedale-Antiklinale im US-Bundesstaat Wyoming, im Hintergrund die Rocky Mountains

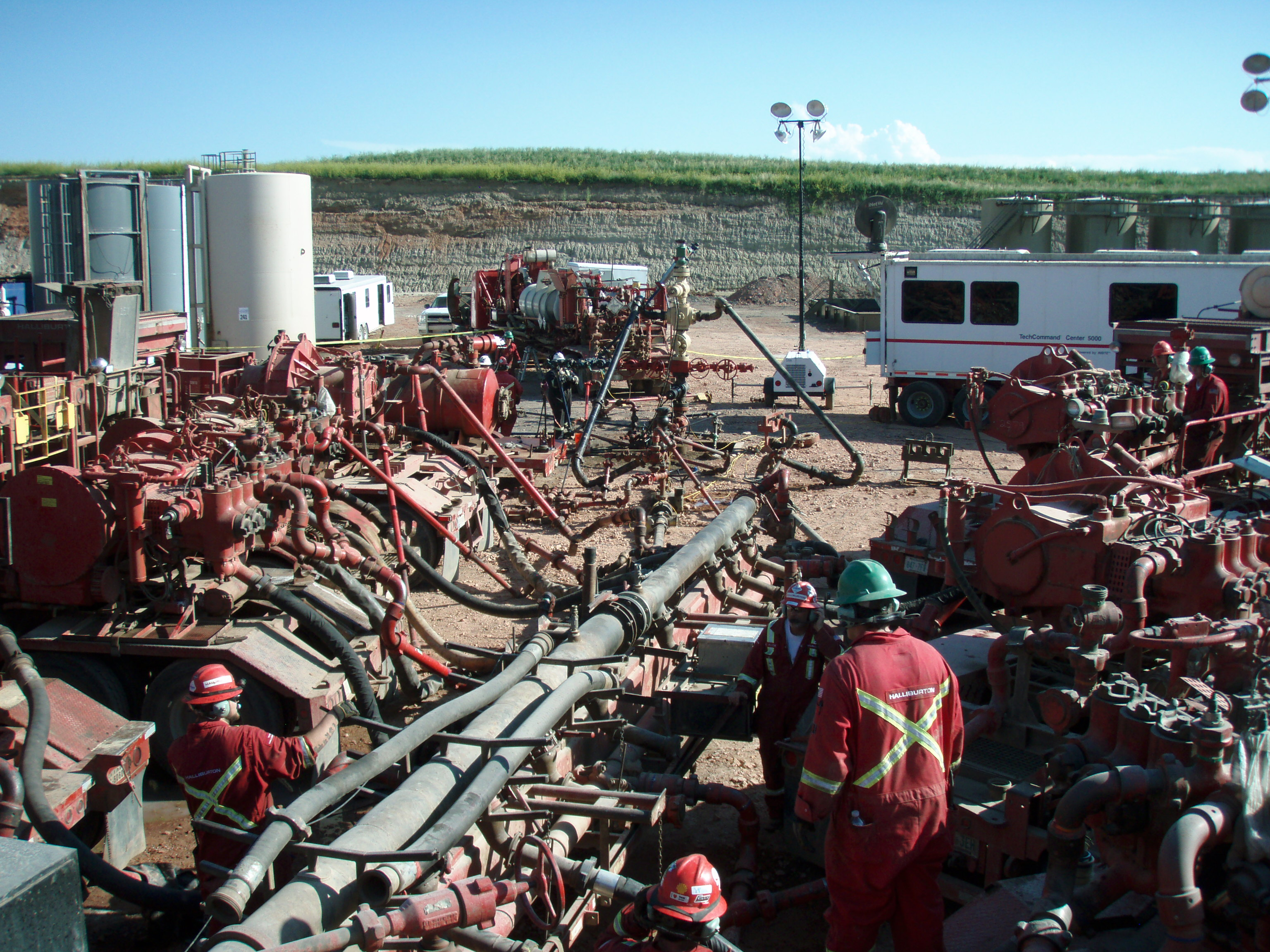
Fracking-Anlage des Unternehmens Halliburton am Kopf einer Bohrung in der Bakken-Formation im Bundesstaat North Dakota

Hydraulic Fracturing oder kurz Fracking (von englisch to fracture ‚aufbrechen‘, ‚aufreißen‘; auch „Hydrofracking“, „Fraccing“, Fracing oder Frac Jobs genannt, deutsch auch hydraulische Frakturierung, hydraulisches Aufbrechen, hydraulische Risserzeugung oder auch hydraulische Stimulation) ist eine Methode zur Erzeugung, Weitung und Stabilisierung von Rissen im Gestein einer Lagerstätte im tiefen Untergrund mit dem Ziel, die Permeabilität (Durchlässigkeit) der Lagerstättengesteine zu erhöhen. Dadurch können darin befindliche Gase oder Flüssigkeiten leichter und beständiger zur Bohrung fließen und gewonnen werden.
Beim Fracking wird durch eine Bohrung, unter hohem Druck von typischerweise mehreren hundert Bar, eine Flüssigkeit („Fracking-Fluide“) in den geologischen Horizont, aus dem gefördert werden soll, gepresst. Als Fracking-Fluid dient Wasser, das zumeist mit Stützmitteln, wie z. B. Quarzsand, und Verdickungsmitteln versetzt ist. Üblicherweise werden zunächst im Zielhorizont mehrere abgelenkte Bohrungen (Laterale) mittels Richtbohren angelegt, wobei der Bohrmeißel schichtparallel geführt wird. Dadurch ist die zur Verfügung stehende Bohrlochlänge in der Lagerstätte wesentlich größer, was generell die Ausbeute der Förderung erhöht. Zum Einsatz kommen beim Hochvolumen-Hydrofracking große Flüssigkeitsmengen mit mehr als 1000 m³ pro Frackphase bzw. insgesamt mehr als 10.000 m³ pro Bohrloch.
Seit Ende der 1940er Jahre wird Fracking vor allem bei der Erdöl- und Erdgasförderung sowie bei der Erschließung tiefer Grundwasserleiter für die Wassergewinnung und der Verbesserung des Wärmetransportes bei der tiefen Geothermie eingesetzt. In den letztgenannten Anwendungsfällen werden keine Stützmittel oder chemischen Zusätze benötigt. Seit Anfang der 1990er Jahre und insbesondere in den USA ab etwa dem Jahr 2000 fokussiert sich die Förderung mittels Fracking auf sogenanntes unkonventionelles Erdöl und Erdgas (u. a. „Schiefergas“). Der dortige Fracking-Boom veränderte den US-Energiemarkt erheblich und sorgte für einen Preisverfall. Dies führte zu einer Debatte über die Rentabilität des Verfahrens. Die US-Regierung unterstützt daher seit etwa 2013 Bestrebungen zum verstärkten Export von Flüssigerdgas nach Europa und Japan, unter anderem mit beschleunigten Genehmigungsverfahren.
Während einige Stimmen diese geostrategische Komponente durch die Veränderung der internationalen Abhängigkeiten betonen, führen die Umweltrisiken und mögliche Gesundheitsgefahren des „Fracking-Booms“ vor allem in Europa zu einer kontrovers geführten und noch andauernden fachlichen, politischen und gesellschaftlichen Debatte. Einige Länder und Regionen haben Erdgas-Fracking auf ihrem Gebiet gesetzlich verboten.

## Anwendungsgebiete

Schematische Darstellung der Förderung von Erdöl und Erdgas, links: konventionelle Lagerstätte, rechts: unkonventionelle Lagerstätten

Die Fracking-Methode wurde in den ersten Jahren nach ihrer Entwicklung hauptsächlich dazu verwendet, die Förderperiode einer Erdöl- oder Erdgaslagerstätte zu verlängern bzw. um den Abfall der Förderrate in der Spätphase der Ausbeutung einer Lagerstätte zu verringern. Dabei handelte es sich um sogenannte konventionelle Lagerstätten, mit relativ hoher natürlicher Porosität und Permeabilität des Lagerstättengesteins.
Seit den 1990er Jahren wird Fracking jedoch zunehmend zur Förderung fossiler Kohlenwasserstoffe aus sogenannten unkonventionellen Öl- und Gaslagerstätten mit geringporösen und impermeablen Lagerstättengesteinen eingesetzt, wobei Primär- und Sekundärlagerstätten unterschieden werden. Bei Sekundärlagerstätten sind Öl und Gas aus ihrem Muttergestein in ein einst ausreichend poröses und permeables Speichergestein gewandert, dessen Porosität und Permeabilität sich nachträglich deutlich verringert hat, sodass heute beim Einsatz konventioneller Fördermethoden eine zu geringe Förderrate erzielt würde. Man spricht hierbei auch von Tight Oil und Tight Gas.
Bedeutender ist die Anwendung zur Förderung aus Primärlagerstätten, wo Öl und Gas sich noch in ihren Muttergesteinen befinden. Dies können entweder Kohleflöze (CBM, Coal Bed Methane) oder Tonsteine (shale gas, shale oil) sein. Solche Tonsteine werden oft petrographisch inkorrekt als Schiefer bezeichnet, was teilweise tradiert ist und teilweise auf einer ungenauen Übersetzung des englischen Wortes shale („dünnplattiger Tonstein“) beruht. Das aus diesen Tonsteinen gewonnene Gas und Öl wird deshalb Schiefergas bzw. Schieferöl genannt. Beim Schieferöl kann dies zu Unklarheiten führen, ob „reifes“ Öl aus Primärlagerstätten, also „Fracking-Öl“, gemeint ist oder Öl, das durch Aufbereitung aus einem „unreifen“ Ölschiefer gewonnen wurde.
„Fracken“ basiert auf mehreren Horizontalbohrungen innerhalb der Lagerstätten. Jedes Bohrloch wird einzeln gefrackt und dabei seismisch überwacht, um die Rissausbreitung über das Druckniveau steuern zu können. Die Technik selbst stammt aus den 1940er Jahren, 1949 wurde sie erstmals kommerziell angewendet. In anderen Bergbaubereichen wird schon länger gefrackt. Seit der deutlichen Preissteigerung bei Öl und Gas wird zunehmend, vor allem in den USA (allein 2008 mehr als fünfzigtausendmal), gefrackt. Etwa 90 % aller Gasbohrungen der USA werden gefrackt, wodurch ein temporäres Gasüberangebot entstand, das zum Einbruch der dortigen Gaspreise führte.
Auch außerhalb der Erdöl- und Erdgasförderung wird gefrackt, um Reservoire zu stimulieren, so zur Stimulation des Wasserflusses in der Tiefen-Geothermie, von Grundwasserbrunnen zur Trinkwasserversorgung und im Bergbau auf feste mineralische Ressourcen. In einigen Fällen werden Bohrungen zur langfristigen Vorentgasung von Steinkohleflözen gefrackt.

## Technik

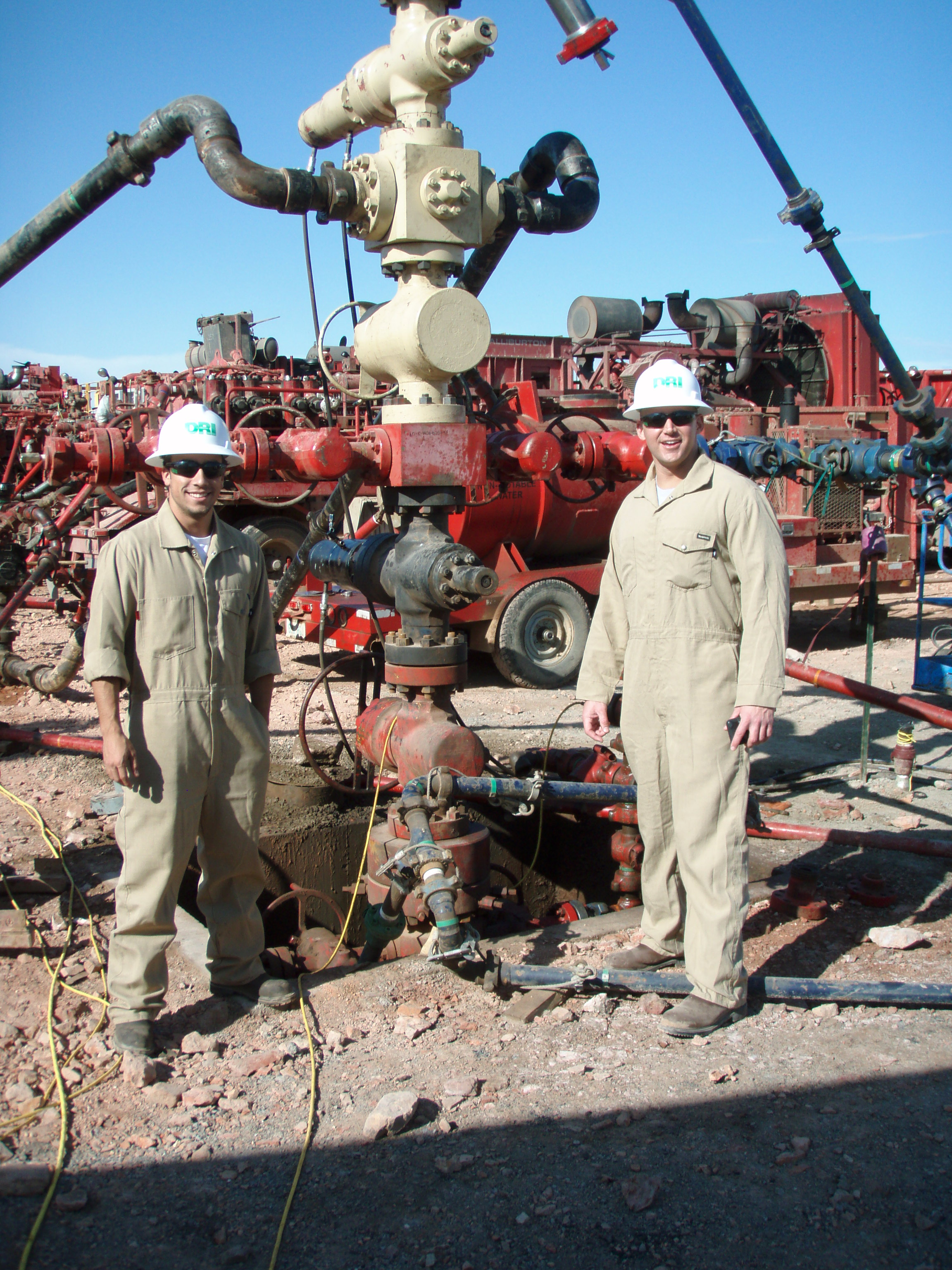
Fracking-Bohrstelle im Betriebszustand mit Zuleitungen

Beim Hydraulic Fracturing wird eine Flüssigkeit (Fracking-Fluid), die auch ein Stützmittel enthalten kann, in eine meist mehrere hundert bis maximal etwa 3000 Meter tiefe Bohrung gepresst. Der hierbei im zu frackenden Bereich erreichte Fluiddruck muss die geringste im Gestein anliegende Spannung und die Zugfestigkeit des Gesteins überschreiten, um das Gestein aufzubrechen. Wenn dies der Fall ist, drückt die Flüssigkeit das Gestein auseinander (Zugriss). Im Normalfall sind die Horizontalkomponenten des Spannungsfeldes kleiner als die Vertikalkomponente, da die Vertikalkomponente – der aus dem Gewicht der auflagernden Gesteinsschichten resultierende lithostatische Druck – mit der Tiefe kontinuierlich anwächst und so unterhalb einer gewissen Tiefe die größte der Hauptspannungs-Komponenten ist. So entstehen durch Fracking Zugrisse vorwiegend als meist nahezu vertikale Rissflächen, die sich in Richtung der kleinsten horizontalen Hauptspannung öffnen und sich also in Richtung der größten vertikalen Hauptspannung ausbreiten. Kleinräumig kann das Spannungsfeld z. B. durch tektonische Zusatzspannungen deutlich anders orientiert sein.
Nach dem Aufbrechen der Formation wird der Einpressdruck zurückgenommen und die eingepresste Flüssigkeit, die noch unter dem Druck der Gesteinsschicht steht, fließt größtenteils zurück. Dieses Rückflusswasser wird Backflow oder auch Flowback genannt. Das zugesetzte Stützmittel verbleibt in den Rissen und hält diese offen. Auch Additive des Fracking-Fluids verbleiben teilweise durch Adhäsionswirkung an den Fluid-Gesteins-Grenzen im Gestein.
Um das gelöste Gas optimal zu fördern, werden von einem Bohransatzpunkt mehrere in der Tiefe oft nahezu horizontal, in jedem Fall jedoch innerhalb der Zielformation geführte Bohrungen niedergebracht. Die abgelenkten Bohrungen werden mit Hilfe des sogenannten Richtbohrverfahrens präzise in der Lagerstätte geführt. Der Bohrpfad wird dazu mit Hilfe einer direkt hinter dem Bohrmeißel platzierten MWD-Messeinheit (measurement while drilling) während des Bohrens kontrolliert (Geo-Steering).
Die abgelenkten Bohrungen werden dann einzeln und abschnittsweise, den geologischen und geomechanischen Untergrundbedingungen angepasst, mehrfach (12- bis 16-fach) gefrackt. Ziel dieses „Multi-Well-Pad“-Verfahrens ist die möglichst räumliche Exploitation des Gases im Zielhorizont aus einem größeren, durch die Methode erschlossenen Volumen des Bohrungsumfelds. Erst dieses Verfahren ermöglicht den Durchbruch zu einem groß-industriellen Einsatz der Technik. Im Gegensatz dazu wurden früher in den Vereinigten Staaten und andernorts einige Schiefergasfelder, zum Beispiel das „Jonah gas field“ in Upper Green Valley/Wyoming, mit einzelnen vertikalen, nicht abgelenkten Bohrungen erschlossen. Dazu waren sechs bis acht Bohrungen pro Quadratmeile (entspricht zwei bis drei Bohrungen pro Quadratkilometer) nötig. Durch die heutige Technik wird die Anzahl der Bohrungen pro Quadratkilometer und besonders auch die Anzahl der Bohrplätze drastisch reduziert, wobei insbesondere die mögliche Länge der abgelenkten Bohrlochabschnitte das Bohrplatzraster bestimmt. Heute sind durchaus Abstände der Bohrplätze von 10 km denkbar.

### Fracking-Fluide (Fracfluide)

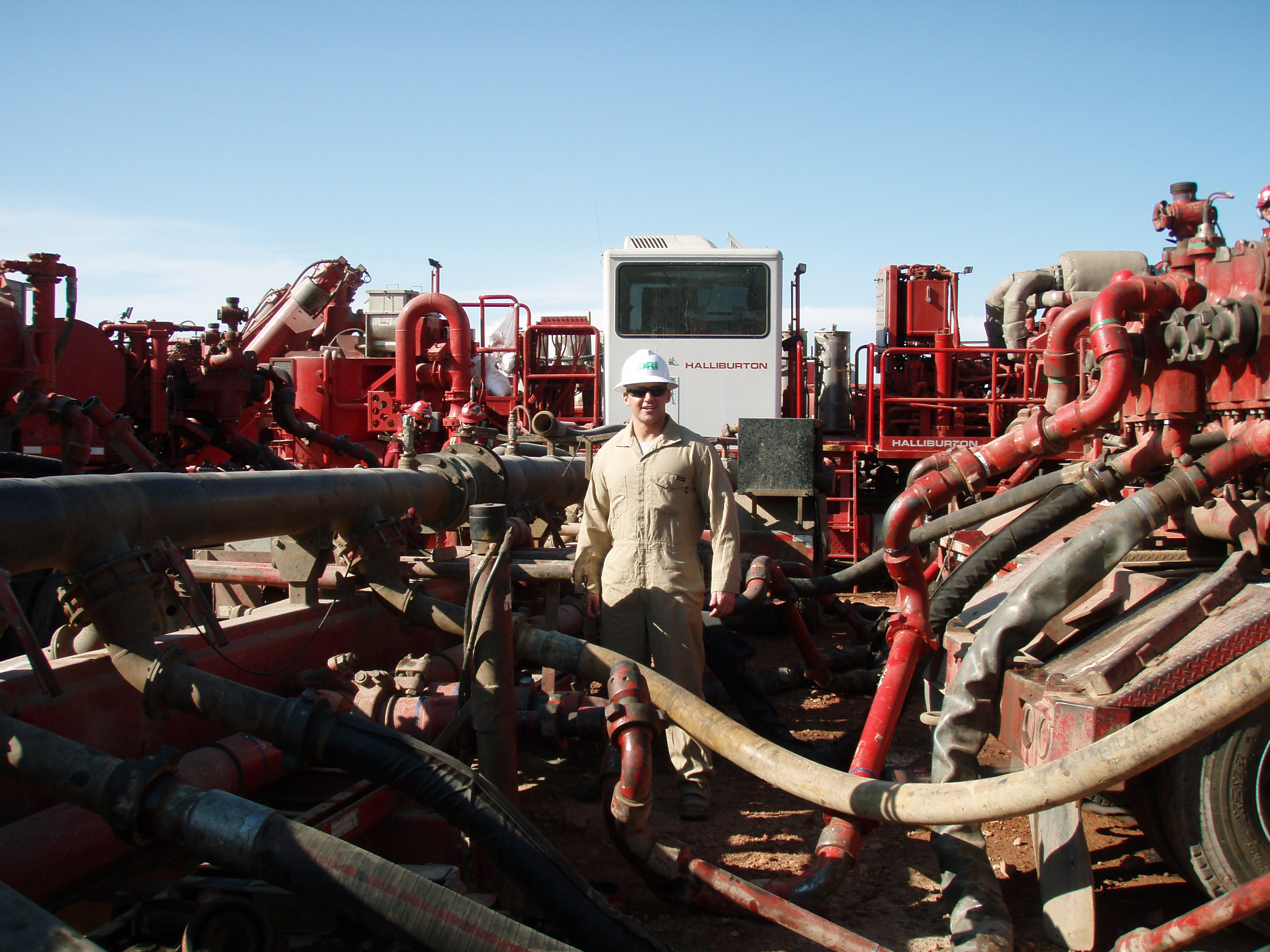
Mischapparatur für das Beimischen der Fracking-Fluide zum Wasser, vor dem Einpressen in das Bohrloch.

Fracking-Fluide sind Flüssigkeiten, die in das Bohrloch eingebracht werden und mit hohem Druck in der gasführenden Zielformation künstliche Risse erzeugen. Mit Hilfe bestimmter, konditionierter Fluide werden verschiedene Stützmittel in die durch das Fracking geschaffenen Wegsamkeiten eingebracht, um diese möglichst lange zu stabilisieren und die Gasdurchgängigkeit zu garantieren. Es wird zwischen schaum- und gelbasierten sowie sogenannten Slickwater-Fluiden unterschieden. Der Hauptbestandteil der hochviskosen, gelbasierten Fracking-Fluide ist meist ein mit Additiven vergeltes Wasser, dem zusätzlich vor allem vergüteter Sand und Keramikkügelchen (Proppants) zugegeben werden. Gelbasierte Fluide kommen vor allem in klastischen Gesteinen wie Sandsteinen (konventionelle Lagerstätten) zum Einsatz.
Demgegenüber werden in Tonsteinen (unkonventionelle Lagerstätten) vor allem sogenannte extrem niedrigviskose Slickwater-Fluide eingesetzt, die durch Zugabe von Reibungsminderern extrem fließfähig gemacht werden. Slickwater-Fluide bestehen zu 98–99 % aus Wasser sowie 1–1,9 % Stützmitteln und weniger als 1 % Additiven.
Die Zusammensetzung der Additive wird normalerweise von den Bohr- und Servicefirmen zwar gegenüber den Aufsichtsbehörden benannt, aber gegenüber der Öffentlichkeit geheim gehalten. In Deutschland sind im Rahmen des Genehmigungsverfahrens der Bohrungen die einzelnen Additive nach den Vorgaben des Wasserrechtes zuzulassen.
Beispiele für mögliche Additive und den Zweck ihres Einsatzes sind:
| Additiv                   | engl. Bezeichnung      | Realisierungen                                                                                          | Zweck |
| ------------------------- | ---------------------- | --- | --- |
| Stützmittel               | Proppant               | Quarzsand, gesinterter Bauxit, Keramikkügelchen, z. B. mit Epoxid- oder Phenolharz beschichtet          | Offenhaltung und Stabilisierung der beim Fracking erzeugten Risse                                                |
| Gele, Verdicker           | Geling Agent           | Guarkernmehl, Cellulose-Polymere, wie z. B. MC und Kohlenhydratderivate                                 | Erhöhung der Viskosität des Fluids zum besseren Stützmitteltransport                                             |
| Schaumbildner             | Foam                   | CO2 oder N2 sowie Schäumer: tertiäre Alkylaminethoxylate, Kokos-Betaine oder α-Olefinsulfonate          | Transport und Ablagerung des Stützmittels                                                                        |
| Ablagerungshemmer         | Scale Inhibitor        | Ammoniumchlorid, Polyacrylate und Phosphonate                                                           | Verhinderung der Ablagerung und Auflösung schwerlöslicher mineralischer Ablagerungen in der Bohrung              |
| Korrosionsschutzmittel    | Corrosion Inhibitor    | Methanol, Isopropanol, Ammoniumsalze, Sulfite, (z. B. Aminbisulfit)                                     | Schutz der Anlagen, Ausrüstung und des Bohrstranges                                                              |
| Kettenbrecher             | Breaker                | Natriumbromat, Ammonium- und Natriumperoxodisulfat, Enzyme                                              | Verringerung der Viskosität gelbasierter Fluide zur besseren Rückholung der Fluide (Zerstörung der Gelstruktur)  |
| Biozide                   | Biocide                | Terpene, Glutaraldehyd, Isothiazolinone wie Chlormethylisothiazolinon                                   | Verhinderung von Bakterienwachstum und Biofilmen, Verhinderung von Schwefelwasserstoff-Bildung (Desulfurikation) |
| Fluid-Loss-Additive       | Fluid Loss Additives   | Spülungszusätze mit thixotropen Eigenschaften                                                           | Verringerung des Ausflusses des Fluids in das umliegende Gestein                                                 |
| Reibungsminderer          | Friction Reducer       | Latexpolymere, Polyacrylamid, hydrierte leichte Erdöldestillate                                         | Verringerung der Reibung innerhalb der Fluide                                                                    |
| pH-Puffer                 | pH Control             | Essigsäure, Fumarsäure, Kaliumcarbonat, Borax, Natriumacetat, Natron, Natriumcarbonat, Natriumhydroxid  | Puffer zur Einstellung des pH-Werts                                                                              |
| Tonstabilisatoren         | Clay Stabilizer        | Kaliumsalze, z. B. Kaliumchlorid, Ammoniumsalze                                                         | Verhinderung und Verminderung der Quellung von Tonmineralen                                                      |
| Tenside (Netzmittel)      | Surfactants            | ethoxylierte Alkylalkohole, Nonylphenolethoxylate                                                       | Verminderung der Oberflächenspannung der Fluide zur Verbesserung der Benetzbarkeit                               |
| Säuren                    | Acids                  | Salzsäure                                                                                               | Reinigung der perforierten Abschnitte des Bohrstranges von Zement und Bohrspülung                                |
| Schwefelwasserstofffänger | H2S Scavenger          | aromatische Aldehyde                                                                                    | Entfernung von Schwefelwasserstoff (Korrosionsschutz)                                                            |
| Quervernetzer             | Crosslinker            | Triethanolamin, Natriumtetraborat, Zitrusterpene, Zirconylchlorid, Borate, organische Zirkoniumkomplexe | Vernetzung der Gelbildner, Erhöhung der Viskosität                                                               |
| Lösungsmittel             | Solvents               | Ethylenglycolmonobutylether, 1-Propanol                                                                 | |
| Temperaturstabilisator    | Temperature Stabilizer | Natriumthiosulfat                                                                                       | Verhinderung der Zersetzung der Gele in großen Bohrtiefen                                                        |
| Eisenchelatoren           | Iron Control           | Zitronensäure, Ethylendiamintetraacetat                                                                 | Verhinderung der Ausfällung von eisenhaltigen Mineralen in der Zielformation                                     |

Die Zusammensetzung der Fluide wird mit Hilfe von Entscheidungsmatrizen und/oder Computerprogrammen für jede Bohrung separat festgelegt und hängt von den mineralogisch-geologischen Eigenschaften des Zielhorizontes und den in der Lagerstätte vorherrschenden Druck- und Temperaturverhältnissen ab.
Clean Fracking bezeichnet demgegenüber eine neue Methode des Frackings, in dem nur Wasser, Bauxit-Sand und Stärke verwendet werden sollen.

### Flowback und Produktionswasser

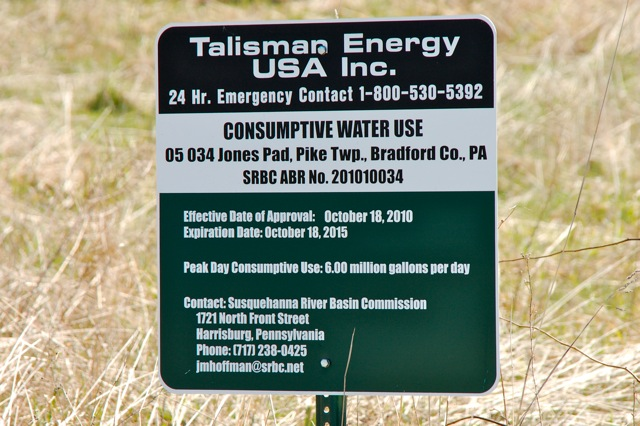
Hinweisschild auf die behördliche Genehmigung einer Brauchwasserentnahmestelle im nördlichen Einzugsgebiet des Susquehanna River (Marcellus Shale Play, Pennsylvania, USA). Die erlaubte maximale Wasserentnahme pro Tag ist mit 6,0 Millionen US-Gallonen angegeben, etwa 23 Millionen Liter.

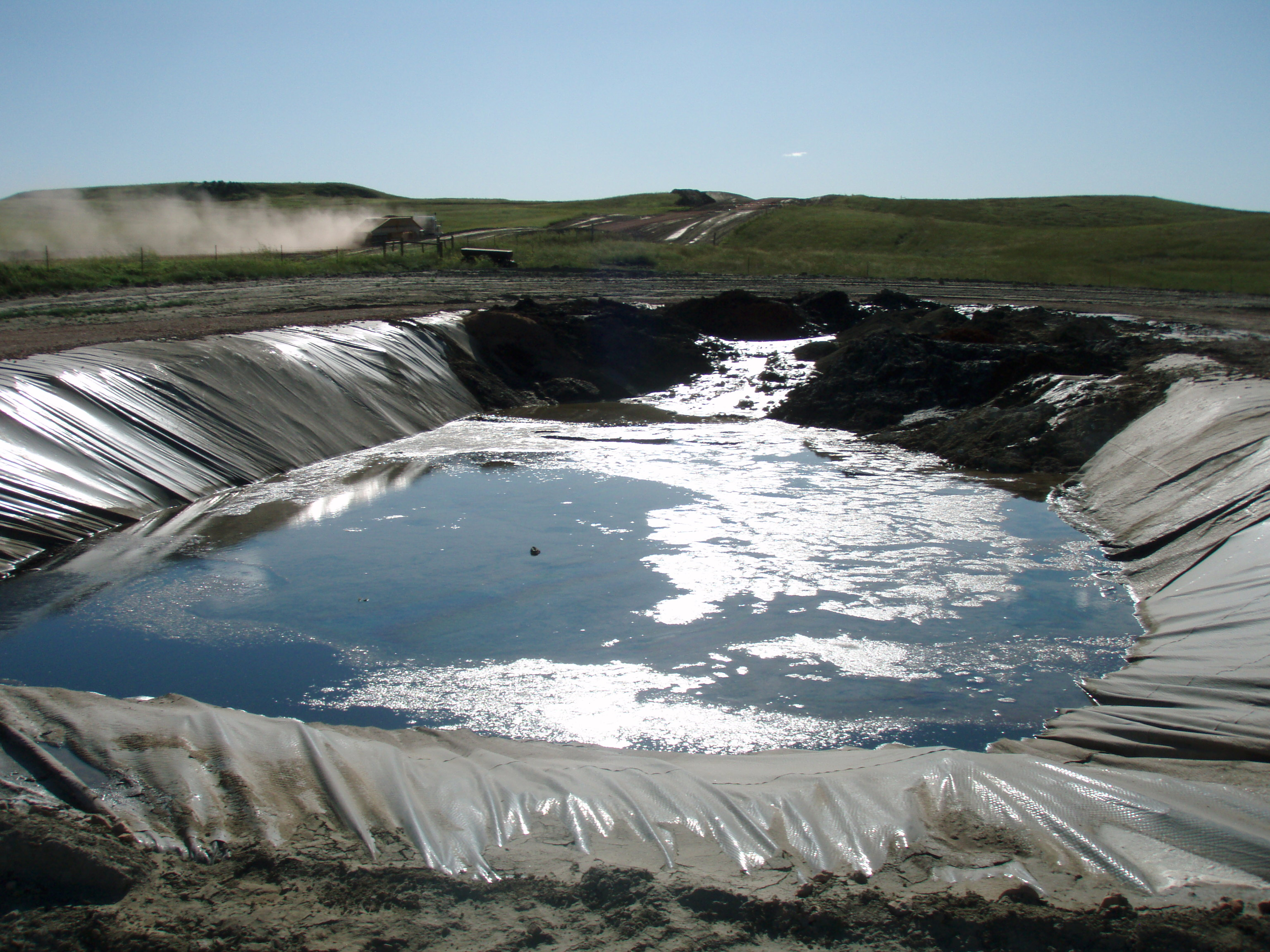
Offene Grube mit aus dem Rückflusswasser entstandenem Schlamm, nahe der Bohrung in der Bakken-Formation, North Dakota. In Deutschland wären solche offenen Gruben nicht genehmigungsfähig.

Als Rückflusswasser (Flowback) wird die Spülungsflüssigkeit bezeichnet, die während des Bohrens und Frackens bis ungefähr 30 Tagen danach wieder am Bohrloch oberflächlich austritt.
Das Wasser, das danach gefördert wird, setzt sich aus Spülungsflüssigkeit, Formationswasser (Grundwasser) und darin eventuell gelösten Gasen und mitgeführten Feststoffen zusammen und wird als Produktionswasser bezeichnet. Etwa 20 bis 50 % des in die Tiefe eingebrachten Fracking-Fluids wird als Rückflusswasser oder mit dem Produktionswasser zurückgefördert und bis zur Entsorgung auf der Bohrstelle gelagert. Die in den amerikanischen Gasfeldern stellenweise übliche Lagerung in offenen Becken ist in Deutschland nicht genehmigungsfähig. Die Behälter, in denen der Flowback bzw. das Produktionswasser gelagert wird, unterliegen wasserrechtlichen Anforderungen, so dass verhindert werden soll, dass Flüssigkeiten in den Boden versickern können.
Der Flowback und das Produktionswasser muss vor der Wiederverwendung oder endgültigen Entsorgung mehrstufig behandelt und aufbereitet werden. Dabei werden zunächst auf dem Bohrplatz in Hydrozyklon-Anlagen die Feststoffe (Bohrklein) abgeschieden, der Schlamm entsorgt. Die weitgehend von Feststoffen befreiten, rückgeförderten Flüssigkeiten werden meist mit Tankzügen oder durch Rohrleitungen in eine Aufbereitungsstation verbracht. Dort erfolgt in verschiedenen Tanklagern mit Phasenabtrennungen und Filteranlagen eine Abtrennung der Ölphase, des restlichen Schlamms und Filtrats. Das Restwasser kann entsprechend den hydrochemischen Eigenschaften entweder mit Süßwasser vermischt werden und wieder dem Spülungskreislauf zugesetzt werden oder in zugelassenen Versenksonden im Randbereich bereits erschlossener oder ausgebeuteter Kohlenwasserstofflagerstätten verpresst werden. Die bei diesen Prozessen abgetrennte Leichtphase wird in Raffinerien weiterverarbeitet, das Filtrat wird durch dafür zertifizierte Unternehmen entsorgt.
Darüber hinaus werden unterschiedliche Aufbereitungsmethoden, wie UV-Behandlung, Membran-Filtration, Koagulation und Eindampfung angewandt, um die Fracking-Fluide entweder wiederzuverwenden oder die zu entsorgende Menge zu reduzieren.

## Geschichtliche Entwicklung
Die erste Hydraulic-Fracturing-Maßnahme wurde im Jahr 1947 in einer konventionellen Lagerstätte im Hugoton-Erdgasfeld im Grant County (Kansas) vorgenommen, um die Förderrate zu erhöhen. Sie wurde durch die Firma Stanolind Oil ausgeführt, erbrachte aber noch keine deutliche Steigerung der Förderrate. Im Jahr 1949 erhielt dann die Halliburton Oil Well Cementing Company (Howco) nach der Patentierung des Verfahrens im selben Jahr eine exklusive Lizenz. Nur drei Jahre später wurde in der Sowjetunion Hydraulic Fracturing angewendet, vor allem um Wasserinjektionsbohrungen, die der Druckerhaltung in Erdöllagerstätten dienen, zu komplettieren. In folgenden Jahren wurden dann auch verstärkt Erdölbohrungen hydraulischen Stimulationsmaßnahmen unterzogen. Als Stützmittel zur Rissoffenhaltung dienten seinerzeit Flusssande. Auch in Mitteleuropa wurden seit den 1950er Jahren Maßnahmen durchgeführt, so z. B. in Österreich ab 1957 oder in deutschen Erdöllagerstätten, wie z. B. in Lingen-Dalum.
Zunächst diente angedicktes Erdöl oder auch Kerosin als Fracking-Fluid, ab 1953 diente verstärkt Wasser als Basis für das Fluid, dem sogenannte Additive beigemengt wurden, deren vorrangige Aufgabe darin bestand, die Eigenschaften des Wassers so zu verändern, dass die Stützmittel in die erzeugten Risse transportiert werden konnten. Als Stützmittel (Proppants) wurden ursprünglich gesiebter Sand aus Flüssen verwendet. Heute dienen vor allem Quarzsand, Keramikkügelchen oder auch Korund als Proppants.
Bereits Mitte der 1950er Jahre wurden monatlich mehr als 3000 Fracking-Maßnahmen durchgeführt. Im gesamten Jahr 2008 waren es dann weltweit 50.000.
Seit 1961 wird in Deutschland auch in Erdgaslagerstätten das hydraulische Fracking-Verfahren angewendet. Die erste Bohrung, die einer solchen Maßnahme unterzogen wurde, war die Bohrung „Rehden 15“. Zunächst wurden bis Ende der 1970er/Anfang der 1980er Jahre nur vereinzelt Maßnahmen in Erdgasbohrungen in Deutschland durchgeführt. Von da an war eine Zunahme zu verzeichnen, bis 2008 der Höhepunkt mit fast 30 durchgeführten hydraulischen Bohrlochbehandlungen erreicht wurde. Seit 2011 wurden, trotz laufender Anträge, aufgrund der anhaltenden, kontrovers geführten Debatte keine Fracking-Maßnahmen mehr genehmigt. Zum bisher letzten Mal wurde in der Bohrung „Buchhorst T12“ gefrackt.
Fracking wurde erst vor wenigen Jahren durch neue Techniken wirtschaftlich. Durch Fracking konnte allein in der Bakken-Formation in den US-Bundesstaaten North Dakota und Montana die Tagesproduktion zwischen 2006 und 2012 von 0 auf rund 500.000 Barrel Öl gesteigert werden. Das entspricht etwa einem Drittel der Förderquote Libyens. Damit fördert North Dakota bereits mehr Öl als Alaska, mit steigender Tendenz.
Vorangetrieben werden die neuen Fracking-Technologien, zusammengefasst unter dem Namen Superfracking, vor allem durch die Branchenführer Baker Hughes, Schlumberger und Halliburton. Schlüssel für den Erfolg waren dabei neue Techniken wie RapidFrac zum horizontalen Bohren in der Tiefe, HiWAY, ein Verfahren, das verhindert, dass die Durchlässigkeit des gefrackten Gesteins mit der Zeit nachlässt („infinite fracture conductivity“), und DirectConnect, eine Technik zur kontrollierten Erweiterung von Rissen mit Explosionen bzw. dem schnellen Schmelzen des Gesteins durch eine Strahltechnik anstelle herkömmlicher Bohrköpfe.
Die optimale Mischung aus Wasser, Sand, Stützmittel und anderen chemischen Schmierstoffen zu kalibrieren, dauerte mehrere Jahrzehnte bis 1998, als Nick Steinsberger und andere Ingenieure bei Mitchell Energy eine Technik namens slickwater fracking entwickelten.
Der Begriff „Fracking“ wird etwa seit dem Jahr 2000 verwendet.

## Wirtschaftlichkeit im Rahmen der Erdgas- und Erdölförderung
Anders als bei der konventionellen Förderung, bei der Erdöl- und Erdgas aus durchlässigen (permeablen) Gesteinen gewonnen werden, ist die Förderung aus dichten (impermeablen) Gesteinen mittels Hydraulic Fracturing auf die unmittelbare Umgebung des horizontalen Bohrlochs im Gestein begrenzt. Dadurch sinkt die Förderrate eines Bohrloches schneller als bei konventionellen Lagerstätten. Nach Angaben der Bundesanstalt für Geowissenschaften und Rohstoffe ist ein Bohrloch nach maximal zwei Jahren zu 90 % ausgefördert. Um auf vergleichbare Mengen wie bei einer konventionellen Lagerstätte zu kommen, ist daher eine höhere Anzahl von Bohrlöchern pro Fläche und Zeitspanne notwendig. Hierbei können im Jahr mehrere hundert Bohrungen, mit Kosten von jeweils drei bis zehn Millionen Dollar erforderlich sein. Daher ist die Förderung von unkonventionellen Kohlenwasserstoffen tendenziell teurer als die von konventionellen Kohlenwasserstoffen, jedoch ist sie zumindest in den USA und zumindest beim Erdgas mit Produktionskosten (einschließlich Exploration und Erschließung) zwischen 2 und 4 US$ pro 1000 Kubikfuß (entspricht 5,19 bis 10,38 Euro pro Megawattstunde, bei einem Dollarkurs von 1,30 Euro) durchaus konkurrenzfähig. Beim Schieferöl sollen sie bei 15 bis 20 $ pro Barrel liegen.

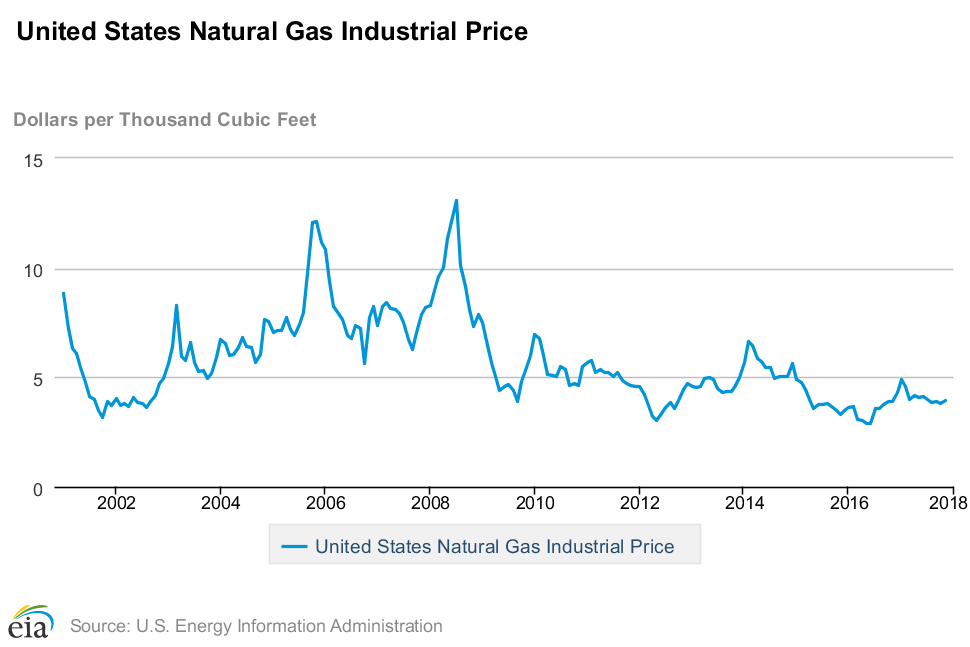
Entwicklung des Gaspreises in den USA 2001–2018

Ein 2008 einsetzender Rückgang des Erdgaspreises auf dem US-Markt, der 2012 in einem Rekordtief mündete, führte dazu, dass sich zunehmend Investoren aus Fracking-Projekten zurückzogen und das Investitionsvolumen von 35 Mrd. $ (2011) auf 7 Mrd. $ (2012) und zuletzt auf 3,4 Mrd. $ (2013) schrumpfte. US-Ökonomen warnen zudem vor einer systematischen Überschätzung der Vorräte an unkonventionellen fossilen Kohlenwasserstoffen. So korrigierte im Mai 2014 die Statistikabteilung des US-Energieministeriums, die Energy Information Administration (EIA), eine 2011 erhobene Schätzung der Ergiebigkeit des vermeintlich wichtigsten Schieferöl-Vorkommens der USA – des sogenannten Monterey-Schiefers in Kalifornien – um 96 % nach unten. Dies entspricht einer Reduktion der geschätzten US-Schieferölreserven um zwei Drittel. Preisverfall und enttäuschte Erwartungen zwangen im Jahr 2013 mehrere Unternehmen dazu, milliardenschwere Investitionen in unkonventionelle Förderprojekte abzuschreiben. Die niedrigen Gaspreise sowie ein Ende 2014 erneut einsetzender Preissturz beim Erdöl wirken sich vor allem auf die kleineren Unternehmen aus. Können diese ihre Kredite nicht mehr bedienen (die Gesamtschuldenlast der US-Frackingindustrie wuchs von 2010 bis Anfang 2015 um 55 % auf ca. 200 Mrd. $), weil ihre Förderanlagen nicht wirtschaftlich arbeiten, müssen sie Konkurs anmelden. Auf den Boom im ersten Jahrzehnt des 21. Jahrhunderts folgte nunmehr eine Phase der Marktbereinigung, wobei sich der Ölpreis allerdings schon 2016 erholte und 2018 mit bis zu 85 US$ neue Höchstwerte erreichte.
Durch die Lockdown-bedingte Weltwirtschaftskrise im Gefolge der COVID-19-Pandemie und den damit verbundenen drastischen Preisverfall beim Erdöl gerieten auf Fracking spezialisierte US-Energieunternehmen im März 2020 stark unter finanziellen Druck. Die im April durch eine Einigung innerhalb der OPEC+ (OPEC zzgl. bedeutende Erdölförderländer außerhalb der OPEC, insbesondere Russland) zustandegekommene allgemeine Drosselung der Weltförderung, die Anfang Juni verlängert wurde, führte aber zu einer deutlichen Erholung des Marktes. Dennoch kam es seit April 2020 zu einer Reihe von Insolvenzen auch größerer US-Energieunternehmen, darunter die als Fracking-Vorreiter geltende Chesapeake Energy.
In Europa liegen die Kosten und damit der Schwellwert für eine wirtschaftlich sinnvolle Förderung von unkonventionellem Erdgas höher als in den USA, unter anderem aufgrund komplizierterer geologischer Gegebenheiten, sowie der generell höheren Bohr- und Wasserkosten. Im Jahr 2010 wurden die Produktionskosten für 1000 Kubikfuß unkonventionelles Erdgas im Norddeutsch-Polnischen Tiefland mit 8 bis 16 US$ angegeben (entspricht 20,75 bis 41,50 Euro pro Megawattstunde). Den Ergebnissen einer im Jahr 2013 vom Zentrum für Europäische Wirtschaftsforschung durchgeführten Expertenbefragung zufolge wird ein deutlicher Anstieg der Förderung unkonventionellen Erdgases in Europa erst bei einem stabilen Großhandelspreis von mindestens 30 Euro pro Megawattstunde erwartet. Knapp ein Fünftel der Befragten sah den Schwellwert sogar erst bei 60 Euro.

## Geostrategische Bedeutung

Anzahl der aktiven Öl-Bohrtürme in den USA seit 1988

Für die USA ist Fracking von besonderer geostrategischer Bedeutung, da es die Unabhängigkeit von fossilen Kohlenwasserstoffen (KW) aus dem arabischen Raum erhöht. Dies könnte dazu führen, dass sich das sicherheitspolitische Engagement der USA im Nahen und Mittleren Osten verringert und andere Staaten, die von Öl und Gas aus dieser Region nach wie vor abhängig sind, insbesondere die Europäische Union und China, sich dahingehend stärker einbringen müssen. Weil die USA aber als Folge der Ölkrise in den 1970er Jahren ohnehin keine strategisch bedeutsamen Mengen mehr aus dem Nahen Osten importieren und die Auswirkungen der „Schieferrevolution“ bislang vor allem auf den Erdgasmarkt beschränkt sind, ist derzeit umstritten, ob ein solches Szenario tatsächlich eintreten wird, zumal die USA keinerlei Interesse an einem Anwachsen des chinesischen Einflusses in der Region haben.
Venezuelas Präsident Nicolás Maduro warf 2014 den USA vor, die Schieferölförderung als Waffe in einem „Ölkrieg“ gegen Venezuela und Russland zu nutzen. Die Staatshaushalte, und damit indirekt auch die politische Stabilität, dieser beiden Länder sind vom Ölpreis abhängig, der, so Maduro, infolge der „Überschwemmung des Marktes“ mit US-Schieferöl deutlich gesunken sei. Die USA sind nach Angaben ihrer Energiebehörde EIA seit 2013 das weltgrößte Erzeugerland für Erdöl (Stand: 2018).
Im Zuge der Wirtschaftssanktionen gegen Russland wegen der Krise in der Ukraine ab Februar 2014 wurde Flüssigerdgas (LNG) aus der US-amerikanischen Schiefergasförderung nachdrücklich von US-Politikern sowie auch von Bundeskanzlerin Angela Merkel als Alternative zu russischem Erdgas für die Energieversorgung der Staaten der Europäischen Union ins Spiel gebracht. Zudem wurden im Zuge der Krise Forderungen nach einer verstärkten Erschließung unkonventioneller KW-Lagerstätten in europäischen Ländern mithilfe von Fracking geäußert.

## Potentielle Umweltschäden und Gefahren

Schematische Darstellung der potentiellen Umweltrisiken einer Bohrung

### Überblick
Generell bestehen bei allen Bohrtechniken Umweltrisiken, insbesondere wenn sie mit der Förderung fossiler Kohlenwasserstoffe in Zusammenhang stehen. Diese Risiken sind jedoch beim Fracking zur Förderung von Schieferöl und -gas aufgrund der hohen Anzahl und Dichte an Bohrungen und Bohranlagen einerseits erhöht und zum anderen bestehen zusätzliche Risiken, weil dem Fracking-Fluid Chemikalien, u. a. Biozide, zugesetzt werden. Risiken bei der Erdöl- und Erdgasförderung mittels Fracking bestehen im Einzelnen hinsichtlich:
- einer Verunreinigung des oberflächennahen, für die Trinkwassergewinnung genutzten Grundwassers mit Fluiden und den darin enthaltenen Chemikalien durch Lecks in der Verrohrung
- einer Verunreinigung von Oberflächengewässern durch die nach dem Frack-Vorgang wieder am oberen Ende der Bohrung austretenden Fracking-Fluide (den sogenannten Backflow) und die darin enthaltenen Chemikalien
- Migration von Stoffen aus der Lagerstätte in andere Schichten
- Unfälle beim Abtransport des Brauchwassers plus der darin enthaltenen Chemikalien[55]
- Vibrationen beim Bohren und regelmäßigen Fracken

Darüber hinaus befürchten Kritiker, dass neben den gewollten Mikrobeben auch größere Beben ausgelöst werden. Von spürbaren Beben, die unmittelbar während eines „Frackjobs“ auftraten, wurde bislang in Einzelfällen berichtet, hierdurch verursachte Schäden sind nicht bekannt. Die Wahrscheinlichkeit stärkerer Erdbeben (Magnitude > 4,0) wird von Experten als sehr gering eingeschätzt, denn es können nur dort solche Erdbeben ausgelöst werden, wo das Gestein bereits (unabhängig vom Fracking) unter erhöhter mechanischer Spannung steht. Allerdings besitzt aufgrund der großen Wasser-Volumina, die dabei in den Untergrund eingebracht werden, die Verpressung von Fracking-Abwässern (engl. deep injection) dahingehend ein höheres Risikopotenzial als das Fracking selbst. In unmittelbarer Umgebung solcher Verpressungsanlagen sind in den USA bereits einige wenige Beben mit Magnitude > 5,0 registriert worden, die auch geringfügige Schäden angerichtet haben. Angesichts der mehr als 140.000 für Öl- und Gas-Fracking sowie für Fracking-Abwasserverpressung genutzten Bohrungen in den USA ist die Anzahl der bislang registrierten, nachweislich direkt oder indirekt mit Fracking zusammenhängenden seismischen Ereignisse mit Magnitude > 4,0 (siehe unten) verschwindend gering.

### Verunreinigung von Wasser und Böden

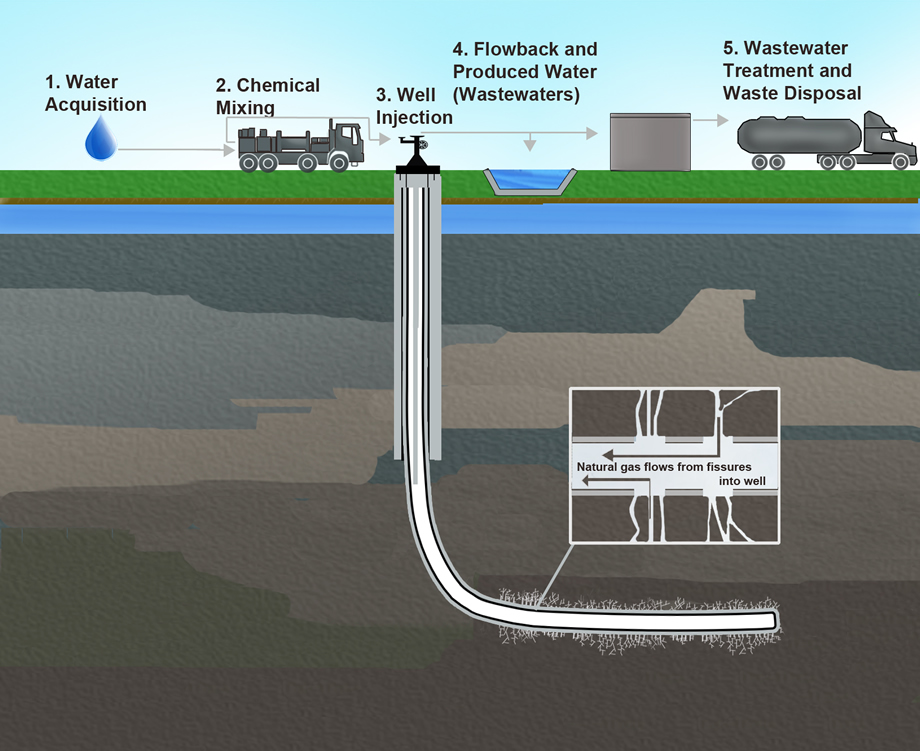
Wassernutzung beim Fracking

Beim Hydraulic Fracturing zum Zweck der Förderung unkonventioneller fossiler Kohlenwasserstoffe werden in die Bohrung, neben üblicherweise rund 10 Millionen Litern Wasser und Quarzsand, pro Bohrung 3 bis 12 verschiedene Chemikalien (u. a. Biozide) eingepresst, deren Gesamtanteil sich auf 0,5 bis 2 Volumenprozent beläuft. Die großen Volumina der eingepressten Fracking-Fluide führen dabei zu einer entsprechend großen absoluten Menge an Chemikalien. Beispielsweise ergab eine Untersuchung des US-Kongresses, dass zwischen 2005 und 2009 insgesamt 43 Millionen Liter Chemikalien verwendet wurden. Die Auswirkungen auf die Umwelt werden in der Öffentlichkeit kontrovers diskutiert und von Wasserversorgern in Deutschland kritisiert, da einige der eingesetzten Chemikalien toxisch beziehungsweise laut der deutschen Gefahrstoffverordnung karzinogen, giftig oder anderweitig gesundheitsschädigend sind.
In den Bundesstaaten Colorado, North Dakota, Pennsylvania und New Mexico wurden in den Jahren 2005 bis 2014 mehr als 6.600 oberirdische Leckagen und Austritte unterschiedlichen Umfanges auf Bohrplätzen zur Erschließung unkonventioneller Erdöl- und Erdgaslagerstätten mit insgesamt knapp 31.500 Bohrungen gemeldet. Zwischen zwei und 16 Prozent der Anlagen haben mindestens einmal im Jahr potenziell umweltschädliche Flüssigkeiten in die Umwelt freigesetzt. Hierbei galten je nach Bundesstaat Ereignisse mit mindestens 42 bis 120 Gallonen (ca. 160 bis 450 Liter) ausgetretener Flüssigkeit als meldepflichtig. Rund die Hälfte der Austritte erfolgte aus Tanks und Rohrleitungen – nur ein relativ geringer Teil während der eigentlichen Bohr- und Frackingaktivitäten. Nachuntersuchungen solcher Ereignisse zeigten, dass in 50 % der Fälle nach Beseitigung der oberflächlichen Verschmutzung BTEX im oberflächennahen Grundwasser in Konzentrationen oberhalb der Grenzwerte nachweisbar waren. Auch in Deutschland gelangten Frackingabwässer in die Umwelt. So gaben beispielsweise Behörden und ExxonMobil an, dass 2007 durch undichte Abwasserpipelines eine Kontamination mit BTEX im Gasfeld Söhlingen erfolgte. In den USA wurden zudem teilweise unzureichend gereinigte Abwässer in Oberflächengewässer eingeleitet.
Als weiteres Problem wird angesehen, dass sich Rückstände der Fracking-Fluide in den Rissen ablagern. Dies ist im Fall einiger Zusätze (z. B. der Frac-Sande) sogar gewollt, da sie die Risse offenhalten. Zwar wird insgesamt etwa die Hälfte der eingesetzten Flüssigkeit, das sogenannte produced water, wieder an die Oberfläche gepumpt, der Einfluss des zurückbleibenden Wassers ist aber nicht abschließend geklärt und wird durch die amerikanischen Umweltschutzbehörde (EPA) derzeit einer Neubewertung unterzogen.
Speziell in den USA ist die mögliche Verunreinigung von Grundwasser durch Erdgas in direktem Zusammenhang mit dem Hydraulic Fracturing kontrovers diskutiert worden. Der umstrittene Dokumentarfilm Gasland aus dem Jahr 2010 widmet sich ausführlich dieser Thematik. Gezeigt wird unter anderem, dass die Konzentration des Gases im Grundwasser lokal so hoch sein kann, dass es sich an einem geöffneten Wasserhahn mit einem Feuerzeug entzünden lässt. Der kausale Zusammenhang mit der Schiefergasförderung ist umstritten, da in der Marcellus-Formation zwischen den Erdgasführenden Schichten und den oberflächennahen Grundwasserleitern natürliche Wegsamkeiten (Spalten, Klüfte) existieren, durch welche Gas in das Wasser gelangen kann. Es stellt sich daher die Frage, welche Auswirkungen das Fracking auf diese Wegsamkeiten haben.
Im „Marcellus-Becken“ (New York und Pennsylvania) durchgeführte Studien der Duke University haben ergeben, dass Trinkwasserbrunnen in der Nähe von Schiefergasförderbohrungen eine erhöhte Belastung mit Methan, Ethan und Propan (sogenanntes Stray Gas) aufweisen können. Die Wissenschaftler hatten Proben von 68 bzw. 141 privaten Brunnen genommen. Zwar fanden sich jeweils in über 80 % der Proben Methan, unabhängig davon, ob in der Nähe Schiefergasförderaktivtäten stattfanden oder nicht, aber die Methanbelastung war bei Brunnen im Umkreis von maximal einem Kilometer um eine Schiefergasbohrung im Schnitt 17-mal bzw. sechsmal, die Ethankonzentration sogar dreiundzwanzigmal höher als in anderen Brunnen. Im Wasser von zehn solcher Brunnen wurde zudem Propan nachgewiesen. Der Präsenz von Ethan und Propan in den Proben sowie die Kohlenstoffisotopensignatur des Methans zeigten, dass die starken Verunreinigungen eindeutig auf Erdgas zurückgehen. Den Studien zufolge ist die wahrscheinlichste Ursache für die Verunreinigungen das Entweichen von Gas über undichte Stellen in der Verrohrung und dem Ringraumzement der Bohrungen. Eine solche Störung wäre jedoch nicht Fracking-spezifisch, sondern kann auch bei der Förderung von Erdgas aus konventionellen Lagerstätten auftreten. In der Barnett-Shale-Förderregion in Texas wurden in Trinkwasserbrunnen, die sich in einem Umkreis von maximal 2 km um eine Bohrstelle befanden, erhöhte Konzentrationen von Arsen, Selen und Strontium nachgewiesen.
Nach Angaben des Public Herald, einer gemeinnützigen Organisation aus Pennsylvania, sind zwischen 2004 und 2016 knapp 9.500 Beschwerden von Anwohnern von Schiefergas-Bohrplätzen bei der Umweltbehörde des Staates (DEP) eingegangen, wobei die Anzahl der jährlichen Beschwerden mit der Anzahl der jährlichen Schiefergasbohrungen korreliert. Über 4.100 Beschwerden betrafen mutmaßliche Kontaminationen von oberflächennahem, von den Anwohnern als Trinkwasser genutztem Grundwasser. Besonders brisant hierbei ist, dass diese Zahlen von der DEP zunächst nicht herausgegeben wurden und dass die Behörde überdies eine gewisse Anzahl der Beschwerden nicht nach Vorschrift bearbeitet haben soll.

### Treibhausgas-Emissionen
Soll das Zwei-Grad-Ziel für die globale Erwärmung mit einer Wahrscheinlichkeit von 50 % eingehalten werden, dürfen im Zeitraum 2011 bis 2050 nach Daten des IPCC maximal zwischen 870 und 1.240 Gigatonnen (Mrd. Tonnen) Kohlendioxid freigesetzt werden. Dies erfordert eine beträchtliche Verminderung der Treibhausgasemissionen gegenüber dem Status quo, was wiederum eine drastische Einschränkung der Nutzung fossiler Energieträger voraussetzt. Umgerechnet auf die weltweiten Reserven bedeutet dies, dass im globalen Kontext unter anderem etwa ein Drittel der Erdölreserven, die Hälfte der Erdgasreserven und mehr als 80 % der Kohlereserven nicht verbrannt werden dürfen.
Während Fracking zur Verbesserung der Wegsamkeiten im Gestein bei der tiefen Geothermie dabei hilft, den Verbrauch fossiler Brennstoffe zu reduzieren und damit die Treibhausgasemissionen zu verringern, verursacht die Förderung fossiler Kohlenwasserstoffe sowie deren Verbrennung naturgemäß hohe Netto-Treibhausgasemissionen. Der Großteil des Treibhausgasüberschusses der unkonventionellen Erdgasförderung entsteht teils durch Kohlendioxidemissionen teils allerdings auch durch Emission von Methan. Das Kohlendioxid stammt dabei überwiegend aus der Verbrennung des geförderten Gases durch den Endverbraucher und aus der Verbrennung anderer fossiler Brennstoffe im Zusammenhang mit der Förderung des Gases. Das Methan hingegen entweicht als Hauptbestandteil des unverbrannten Rohgases aus Förderanlagen (u. a. über Überdruckventile) und Lecks in Transportpipelines.
Da Methan als ein vielfach effektiveres Treibhausgas gilt als Kohlendioxid, tragen die Methanemissionen am meisten zum Treibhausgasüberschuss bei. Während das Ablassen von Gas aus Überdruckventilen und das Entweichen aus Pipelines während der eigentlichen Förderung bei konventionellen (d. h. nicht-gefrackten) und unkonventionellen Erdgaslagerstätten gleichermaßen auftreten, sollen die Methanemissionen bei der Erschließung einer unkonventionellen Lagerstätte, d. h. in jener Phase, in der hauptsächlich gefrackt wird, ca. 20-mal höher sein als bei Erschließung einer konventionellen Lagerstätte. Das Methan entweicht dabei vor allem während des Austritts des Flowbacks im Anschluss an einen Frackvorgang sowie beim sogenannten Drill Out zu Beginn der eigentlichen Förderung, dem Aufbohren von Verschlüssen im horizontalen Förderrohr, die die einzeln gefrackten Abschnitte bis dahin voneinander abgeriegelt hatten. Des Weiteren kann Methan beim sogenannten Liquids Unloading entweichen. Dies ist eine Maßnahme, durch die Kondenswasser entfernt wird, das sich im Laufe der Förderung am unteren Ende des Bohrloches infolge nachlassenden Lagerstättendruckes angesammelt hat, was sich negativ auf die Förderrate auswirkt. Dazu wird die Bohrung eine Zeitlang verschlossen (Shut-in), sodass sich der Lagerstättendruck wieder aufbauen kann. Dann wird die Bohrung zur Atmosphäre hin geöffnet, damit der nun relativ hohe Druck das Wasser nach oben aus der Bohrung austreibt (Well Blowdown). Bei dieser Methode gelangt auch Gas und damit Methan in die Atmosphäre. Allerdings ist Liquids Unloading bei unkonventioneller Förderung seltener erforderlich als bei konventioneller. Insgesamt können die Methanemissionen bis zu 10 % der gesamten Förderung einer einzelnen unkonventionellen Bohrung ausmachen.
Die genaue Treibhausgasbilanz unkonventionellen Kohlenwasserstoffförderung mittels Fracking ist bislang relativ wenig erforscht, und die Beurteilungen der Treibhausgasbilanz unkonventioneller Kohlenwasserstoffe gegenüber der anderer fossiler Energieträger sind widersprüchlich. Umstritten ist insbesondere die Treibhausgasbilanz unkonventionellen Erdgases verglichen mit der von Kohle, dem „klimaschädlichsten“ unter den konventionellen Energieträgern. Ein Teil der Forscher kommt zu dem Ergebnis, dass die Ersetzung von Kohle durch Fracking-Erdgas einen Rückgang der Treibhausgasemissionen bewirke und dieses somit weniger „klimaschädlich“ sei als Kohle. Gestützt auf derartige Berechnungen wird die unkonventionelle Kohlenwasserstoffförderung oft als Brückentechnologie deklariert, die die Kohlenutzung übergangsweise ersetzen soll, bevor Energie in der Zukunft größtenteils aus regenerativen Quellen erzeugt werden wird. Von anderen Forschern wird dahingehend jedoch keine effektive Reduktion der Treibhausgasemissionen prognostiziert, oder dem Energieträger unkonventionelles Erdgas wird eine schlechtere Treibhausgasbilanz attestiert als dem Energieträger Kohle.
Im konkreten Fall der Stromerzeugung aus Schiefergas der Marcellus-Formation in Grundlastkraftwerken wird geschätzt, dass die Treibhausgasemissionen nur um 3 % höher ausfallen als bei konventionellem in den USA gefördertem Erdgas, jedoch um bis zu 50 % niedriger als bei der Stromerzeugung aus Kohle. Eine andere Studie kommt zu dem Ergebnis, dass aufgrund der hohen Methanemissionen, insbesondere bei der Erschließung der Lagerstätten, unkonventionell gefördertes Erdgas auch bei einer konservativen Schätzung eine schlechtere Treibhausgasbilanz hat als Kohle und erst bei einer unrealistisch langen Förderphase pro Bohrstelle von 100 Jahren weniger „klimaschädlich“ ist. Nach Einschätzung des deutschen Umweltbundesamtes fehlen für eine genaue Beurteilung noch genauere empirische Daten, insbesondere hinsichtlich der Methanemissionen.

### Erdbeben
Fracking führt zwangsläufig zu „Erdbeben“, jedoch handelt es sich dabei um Mikrobeben deren Magnitude in der Regel kleiner als 1,0 ist, denn die durch den Einpressdruck des Fracking-Fluids hervorgerufenen Veränderungen der Spannungsverhältnisse im betroffenen Gestein sind relativ gering und auf wenige Kilometer im Umkreis um die Bohrung beschränkt. Sofern spezielle geologische Voraussetzungen erfüllt sind, können allerdings während eines Frackvorganges seit geologischen Zeiträumen bestehende Spannungen im Gestein gelöst werden, was zu Erdbebenschwärmen mit einzelnen, deutlich stärkeren Erschütterungen führen kann. In solchen Fällen wird auch von anomalen seismischen Ereignissen gesprochen. In vielen Regionen Nordamerikas, in denen fossile Kohlenwasserstoffe gefördert werden, ist die seismische Aktivität im Zuge des Fracking-Booms drastisch angestiegen. Im US-Bundesstaat Oklahoma soll sie aktuell (Stand: 2015) sogar höher sein als in Kalifornien, jenem US-Bundesstaat, der von der San-Andreas-Verwerfung durchzogen wird. Jedoch sagt dies nichts über die Auftretenswahrscheinlichkeit schwerer oder sehr schwerer Erdbeben aus, wie sie in Kalifornien bereits aufgetreten sind. Das bislang stärkste Beben, das vermutlich im Zuge eines Frackvorgangs ausgelöst wurde, ereignete sich am 22. Januar 2015 in Fox Creek in der kanadischen Provinz Alberta mit einer Magnitude von 4,4. Ebenfalls in Kanada, im Horn River Basin im Nordosten der Provinz British Columbia, wurden zwischen April 2009 und Dezember 2011 zahlreiche seismische Ereignisse mit Lokalmagnituden (ML) über 2,0 registriert. Jedoch nur das stärkste Beben war mit ML 3,8 (Momenten-Magnitude MW 3,6) deutlich spürbar. Die übrigen mehr als 8000 bis zum Jahr 2012 im Nordosten British Columbias vorgenommenen Hochvolumenfracking-Maßnahmen riefen keinerlei anomale seismische Aktivitäten hervor. Ferner erwähnenswert ist ein Erdbebenschwarm im Poland Township in der Nähe von Youngstown im März 2014, dessen stärkste fünf Beben Magnituden zwischen 2,1 und 3,0 aufwiesen. Die dahingehend bislang auffälligsten seismischen Ereignisse in Europa bestehen in zwei Erschütterungen mit Magnitude 2,3 und 2,9 am 1. April 2011 bzw. 26. August 2019 unmittelbar östlich von Blackpool. Die Erschütterung im August 2019 soll noch im rund 10 Kilometer entfernten Preston spürbar gewesen sein. Infolge dieses Ereignisses erließ das britische Energieministerium im November 2019 ein bis auf weiteres gültiges Schiefergas-Fracking-Moratorium.
Fracking-Abwässer werden nach mehr oder weniger intensiver Aufbereitung in tief im Untergrund befindlichen Gesteinsschichten entsorgt. Bei dieser sogenannten Verpressung werden teilweise enorme Flüssigkeitsvolumina in den entsprechenden Zielhorizont gepumpt. Auch hierbei besteht unter bestimmten geologischen Voraussetzungen die Gefahr, dass Erdbeben ausgelöst werden. Die stärksten bislang im erweiterten Zusammenhang mit Fracking aufgetretenen Erdbeben gehen, teils mutmaßlich, teils nachweislich, auf die Abwasserverpressung zurück.
Erklärt werden die anomalen seismischen Ereignisse beim Fracking und die im Zuge der Abwasserverpressung auftretenden Erdbeben damit, dass sich der infolge der Einpressung von Fluiden steigende Druck im Porenraum eines wassergesättigten, unter Vorspannung stehenden (seismogenen) Gesteinskörpers bis zu einer nahe gelegenen, passend im regionalen Spannungsfeld orientierten Verwerfung „durchpaust“ (Porendruckdiffusion). Dadurch sinkt die Haftreibung an den Verwerfungsflächen, was dazu führen kann, dass an der Verwerfung Bewegungen stattfinden. Diese äußern sich in Form eines Erdbebenschwarms mit einzelnen Erschütterungen, die bisweilen deutlich stärker ausfallen können als ein Mikrobeben. Dabei besteht ein Zusammenhang zwischen der Stärke derartig ausgelöster Beben und dem Volumen des eingepressten Fluids. Bei der Verpressung werden deutlich größere Volumina in den Untergrund eingebracht als beim Fracking. Auch verbleiben diese dauerhaft im Untergrund und der entsprechende Zielhorizont besitzt eine hohe Leitfähigkeit für Fluide (Permeabilität). Beim Fracking besitzt der Zielhorizont hingegen eine geringe Leitfähigkeit und ein nicht geringer Teil der eingepressten Fluide tritt nach Abschluss einer Frackingmaßnahme wieder am oberen Ende der Bohrung aus (Backflow). Aus diesen Gründen ist die Auftretenswahrscheinlichkeit eines stärkeren Erdbebens sowie dessen maximal erreichbare Magnitude bei der Abwasserverpressung höher als beim eigentlichen Fracking.

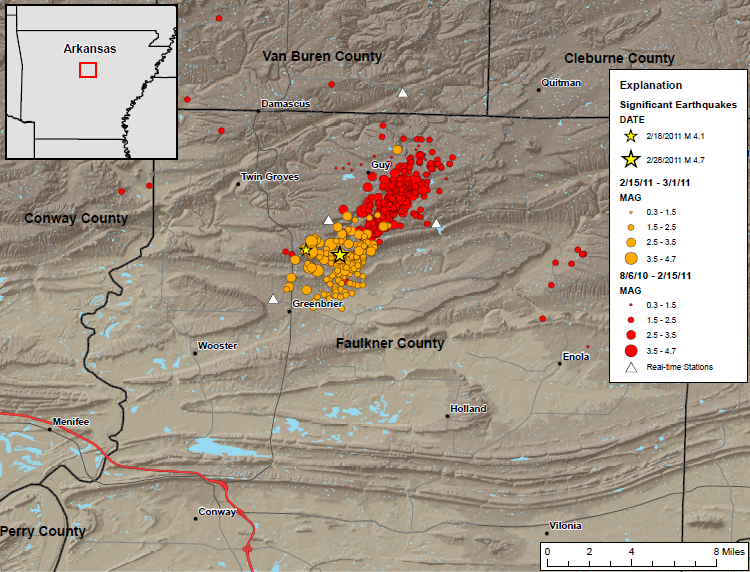
Karte der Region um Guy und Greenbrier, Arkansas, mit Verzeichnung der Epizentren und Magnituden des sogenannten Guy-Greenbrier-Erdbebenschwarms 2010/11.

Tatsächlich gingen von den fünf östlich der Rocky Mountains im Jahre 2011 registrierten seismischen Ereignissen mit Hauptbeben, deren Momenten-Magnitude 4,0 oder mehr betrug und die nachweislich mit der Kohlenwasserstoffförderung in Zusammenhang standen, zwei relativ sicher und eines wahrscheinlich auf die Verpressung von Abwasser zurück: So führte eine Reihe stärkerer Beben an der bis Herbst 2010 unbekannten Guy-Greenbrier-Störung im US-Bundesstaat Arkansas, von denen eines (27. Februar) MW 4,7 erreichte, zu einem Moratorium, das u. a. die Niederbringung neuer Bohrlöcher für die Abwasser-Verpressung im Bereich der Guy-Greenbrier-Störung dauerhaft untersagt. Am 23. August ereignete sich bei Trinidad im Raton-Becken im Süden des US-Bundesstaates Colorado ein Beben mit MW 5,3. Es handelte sich um das stärkste einer ganzen Reihe spürbarer Erdbeben, die seit 2001 in der bis dahin seismisch eher unauffälligen Region bis hinüber nach New Mexico gehäuft auftraten. Wahrscheinlicher Auslöser ist die seit 2001 dort durchgeführte Verpressung großer Volumina von Abwasser aus der CBM-Förderung. Die stärkste Erdbebenserie ereignete sich im November bei Prague in den Wilzetta-Ölfeldern im US-Bundesstaat Oklahoma. Drei ihrer Erdbeben erreichten MW ≥ 5,0 und das stärkste (6. November) sogar MW 5,7. Es handelte sich um das bislang (Stand: 2015) schwerste jemals in Oklahoma mit Instrumenten aufgezeichnete Erdbeben und das schwerste, das bislang im Gefolge verpresster Abwässer auftrat. Es zerstörte zwei Einfamilienhäuser und beschädigte weitere Gebäude. Zwei Menschen wurden verletzt. Am 30. Dezember musste die Verpressungsanlage „Northstar I“ nahe Youngstown in Ohio stillgelegt werden, nachdem ein Erdstoß mit MW 2,7 direkt auf ihren Betrieb zurückgeführt werden konnte. Einen Tag später ereignete sich sogar ein spürbares Beben, das mit 3,9 knapp unterhalb der Momenten-Magnitude von 4,0 lag. Die verpressten Abwässer stammten aus der Kohlenwasserstoffförderung im Marcellus Shale im benachbarten Pennsylvania.

### Gesundheitliche Risiken
Gesundheitlichen Risiken durch Fracking erwachsen vor allem im Zusammenhang mit der Förderung fossiler Kohlenwasserstoffe. In verschiedenen Ländern werden mögliche und teilweise bereits bekannte Risiken des Kohlenwasserstoff-Frackings aus medizinischer Sicht diskutiert.
Gefährdungen, die eng mit Kohlenwasserstoff-Fracking verknüpft sind, entstehen aus der Kontamination von Grund- und Oberflächenwasser mit Frackfluiden bzw. den darin enthaltenen Additiven. Bei rund 100 der insgesamt 750 eingesetzten Additive handelt es sich um bekannte oder vermutete sogenannte endokrine Disruptoren (engl. endocrine disrupting chemicals, EDC), die den menschlichen Geschlechtshormonhaushalt stören. Östrogenartig wirkende EDC gelten als Verursacher von Unfruchtbarkeit und Krebs. EDC, die die Andockstellen für männliche Geschlechtshormone blockieren (antiandrogenartig wirkende EDC) können Missbildungen der männlichen Genitalien und Unfruchtbarkeit verursachen. Untersuchungen der Universität von Missouri in Columbia in einer Region mit einer hohen Dichte von Anlagen zur Förderung von unkonventionellem Erdgas in Garfield County im US-Bundesstaat Colorado ergaben, dass EDC aus Frackfluiden im Grund- und Oberflächenwasser dieser Region nachweisbar waren.
Daneben existieren Gesundheitsgefahren, die nicht oder nur teilweise frackingspezifisch sind, beispielsweise die ungewollte Mitförderung von radioaktivem Material aus den Lagerstätten (siehe dazu auch → Radioaktive Abfälle der Erdölförderung). Frackingspezifisch scheint hingegen die mögliche Freisetzung von lungenkrebserregendem Radon aus unkonventionellen Lagerstätten zu sein, das anschließend durch die Deckschichten hindurch in die Keller und unteren Geschosse von Häusern migriert. So wurde im Rahmen einer im US-Bundesstaat Pennsylvania durchgeführten Studie, die Messwerte aus 763.000 Gebäuden im Zeitraum von 1987 bis 2013 statistisch auswertete, die Schiefergasförderung im Marcellus Shale als einer von mehreren Faktoren für eine erhöhte Raumluft-Radonkonzentration ermittelt: Ab dem Jahr 2004, zusammenfallend mit einem kontinuierlichen Anstieg der Schiefergasförderung im Bundesstaat, waren die Radonkonzentrationen in Countys mit einer hohen Anzahl an Förderanlagen bzw. einer hohen Schiefergas-Förderrate statistisch eindeutig höher als die Konzentrationen in Countys mit geringer Schiefergasförderung. In Pennsylvania ist die Raumluft jedoch aufgrund der regionalen geologischen Gegebenheiten allgemein bedeutend höher mit Radon belastet als in anderen US-Bundesstaaten. Hierbei gibt es deutliche Unterschiede zwischen Großstädten und ländlichen Regionen. In Philadelphia, der größten Stadt Pennsylvanias, wurden die mit Abstand geringsten Radonkonzentrationen gemessen. Sie lagen noch deutlich unterhalb der in Countys mit geringer oder ganz ohne Schiefergasförderung gemessenen Konzentrationen. In Countys, durch die der sogenannte Reading Prong verläuft, eine an Gneisen reiche geologische Provinz der Appalachen, waren die Konzentrationen im gesamten Messzeitraum mit Abstand am höchsten, noch wesentlich höher als in Countys mit hoher Schiefergasförderung. Die Differenzen zwischen Philadelphia und Countys mit geringer Schiefergasförderung bzw. Reading-Prong-Countys und Countys mit hoher Schiefergasförderung waren im gesamten Messzeitraum stets größer als die Differenzen zwischen Countys mit geringer und Countys mit hoher Schiefergasförderung.
Ebenfalls nicht rein frackingspezifisch ist die Kontamination von Luft und Grundwasser mit sogenannten BTEX-Aromaten, speziell mit dem als blut- und knochenmarkkrebserregend geltenden Benzol. Sie sind in geringen Mengen in konventionellen wie unkonventionellen fossilen Kohlenwasserstoffen und Lagerstättenwasser enthalten. Beim Fracking kommt durch den Backflow jedoch zusätzlich kontaminiertes Wasser hinzu. Werden diese Wässer in offenen Tanks gelagert (in Deutschland verboten), können daraus verstärkt BTEX-Aromate und andere gesundheitsschädliche Kohlenwasserstoffverbindungen in die Luft entweichen. Basierend auf Luftschadstoffkonzentrationen (einschließlich Emissionen aus Verbrennungsmotoren von LKW und Dieselgeneratoren), die in der Umgebung von Tight-Gas-Förderanlagen in Garfield County, Colorado, gemessen wurden, berechnete eine Forschungsgruppe der Colorado School of Public Health der University of Colorado in Aurora, dass Anwohner in weniger als einer halben Meile (rund 800 m) Entfernung zur Förderanlage einem deutlich höheren Risiko ausgesetzt seien, an Krebs und chronischen Nichtkrebsleiden zu erkranken, als Anwohner in mehr als einer halben Meile Entfernung. Das Gemeinnützige Netzwerk für Umweltkranke (GENUK) vermutet aufgrund der karzinogenen Wirkung von Benzol, dass dieser Stoff die Ursache für eine statistisch signifikante Erhöhung der Fälle von „Krebsneuerkrankungen des lymphatischen, blutbildenden und verwandten Gewebes“ bei älteren Männern im Landkreis Rotenburg/Wümme in Niedersachsen im Zeitraum 2003 bis 2012 ist. Der Landkreis gilt als eines der Zentren der Onshore-Erdgasförderung in Deutschland, einschließlich der Förderung von Tight Gas, und dort erfolgte Kontaminationen mit BTEX-haltigem Lagerstättenwasser aus leckgeschlagenen Pipelines sind zumindest für das Jahr 2012 dokumentiert. Im Rahmen zweier Studien, die eine durchgeführt in ländlichen Gegenden Colorados mit fast 125.000 Teilnehmern zwischen 1996 und 2005, die andere im Südwesten Pennsylvanias mit knapp 15.500 Teilnehmern zwischen 2007 und 2010, wurde untersucht, wie sich die Anzahl von unkonventionellen Erdgasförderanlagen in der Umgebung der Wohnung der Mutter bzw. die Entfernung der Wohnung zu diesen Förderanlagen auf den Gesundheitszustand eines Neugeborenen auswirkte (je näher gelegene und/oder mehr Förderanlagen desto stärker die Exposition). In beiden Studien konnte keine erhöhte Anzahl von Frühgeburten bei stärker exponierten Müttern festgestellt werden. Die Ergebnisse hinsichtlich des Geburtsgewichtes bei Termingeburten widersprachen sich. In Pennsylvania ergab sich außerdem, dass bei starker Exposition eine erhöhte Wahrscheinlichkeit besteht, dass ein Neugeborenes zu klein für sein Alter ist (in Colorado nicht untersucht). Die Colorado-Studie stellte bei Zunahme der Exposition eine Zunahme der Anzahl von angeborenen Herzfehlern und nur bei starker Exposition eine (deutlich) erhöhte Anzahl von Neuralrohrdefekten fest (in Pennsylvania nicht untersucht). Die Autoren beider Studien betonen, dass deren Aussagekraft beschränkt und weitere Forschung nötig ist.
Wenn sich infolge des verstärkten Einsatzes von Fracking die Förderung fossiler Kohlenwasserstoffe in relativ dicht besiedelten Regionen stark ausbreitet, steigt damit zwangsläufig die damit verbundene (potenzielle) Schadstoffbelastung und folglich die Gesundheitsgefährdung der ansässigen Bevölkerung. Dabei spielt es letztlich keine Rolle, ob die Schadstoffemissionen spezifisch für die unkonventionelle Förderung fossiler Kohlenwasserstoffe mittels Fracking sind oder ob sie auch bei konventioneller Förderung auftreten. Entscheidend ist letztlich, dass sie auftreten und dass sie ohne den Einsatz von Fracking nicht auftreten würden, sofern in den betroffenen Regionen ausschließlich unkonventionelle Förderung möglich ist.

## Hydraulic Fracturing weltweit
Richtig verbreitet wurde Fracking in den 1950ern. Für Erdöl und Erdgas, das Haupteinsatzgebiet für Fracking, wurde bis 2012 2,5 Millionen Mal gefrackt, darunter über eine Million Mal in den USA.

### Amerika
Gemessen an den Fördermengen ist der Einsatz von Fracking in Nordamerika deutlich weiter verbreitet als in Südamerika.

#### USA

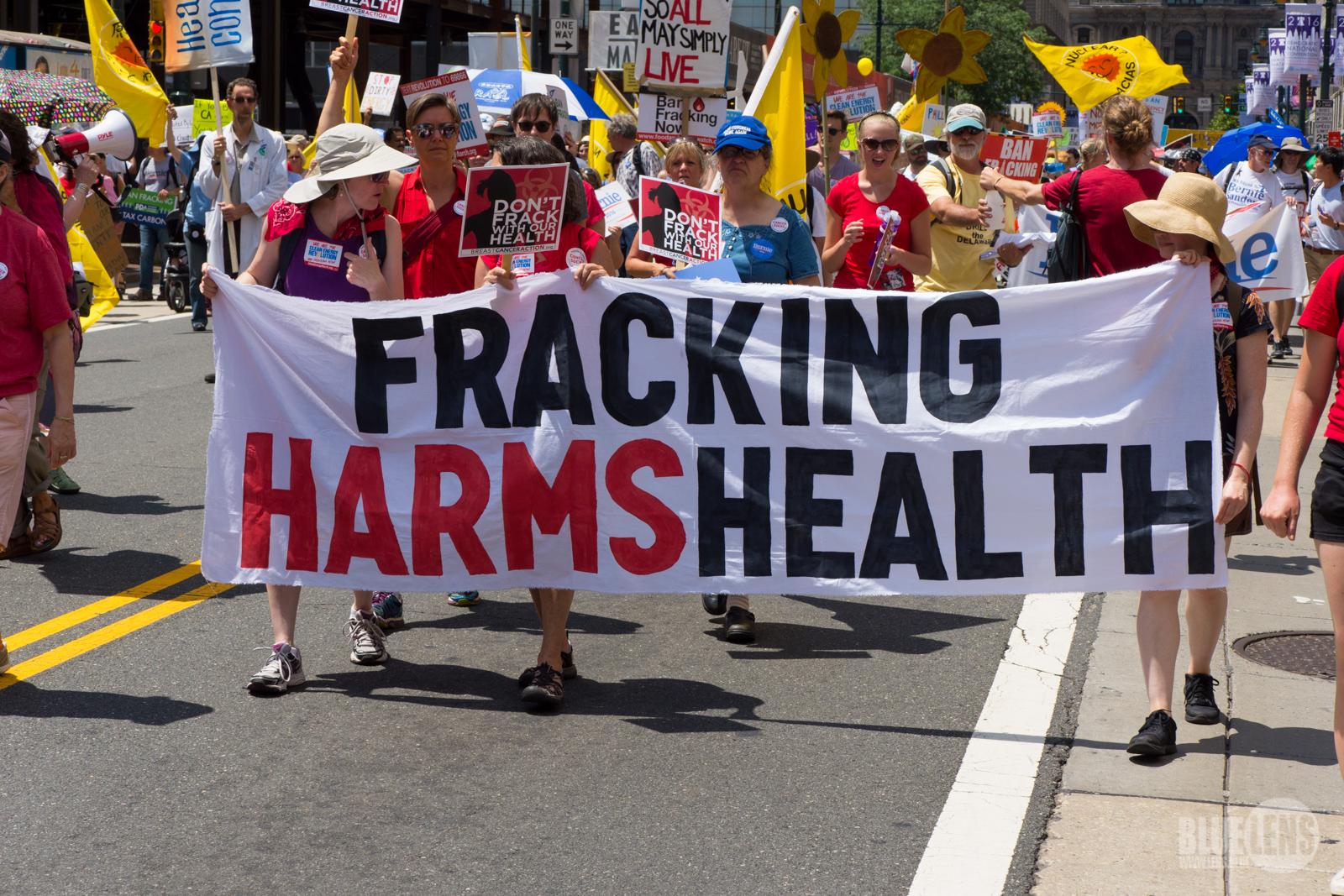
„Fracking schadet der Gesundheit“ – Transparent beim „Clean Energy March“ in Philadelphia (24. Juli 2016).

Die USA gelten als Vorreiter beim Einsatz der Fracking-Technologie bei der Förderung unkonventioneller fossiler Kohlenwasserstoffe (Schiefergas u. ä.). Dort wurden im Lauf des ersten Jahrzehnts des 21. Jahrhunderts in einem regelrechten Boom zahlreiche unkonventionelle Öl- und Gasfelder erschlossen. Zu den wichtigsten Zielformationen der Förderung gehören der Marcellus Shale (Mitteldevon) in Pennsylvania, der Niobrara Shale (Oberkreide) in Colorado und Wyoming, der Barnett Shale (Unterkarbon) in Texas, der New Albany Shale (überwiegend Oberdevon) in Illinois, der Bakken Shale (Oberdevon-Unterkarbon) in Montana und North Dakota sowie der Monterey Shale (Miozän) in Kalifornien. Die Versorgung des US-Marktes mit insbesondere unkonventionellem Erdgas führte zu nachgebenden Preisen und einer Verringerung der Importe. Mit der Weltwirtschaftskrise ab dem Jahr 2007 sank die Nachfrage. Die Preise fielen weiter und der Boom ebbte deutlich ab. In der zweiten Jahreshälfte 2015 ging wegen des fallenden Ölpreises die Shale-Öl Produktion um mehr als 400.000 Barrel pro Tag zurück, gleichzeitig stieg aber die Anzahl erfolgter Fracks.
Im Zuge der massiven Ausweitung der Förderung von unkonventionellem Erdöl und Erdgas mittels Fracking wurden zunehmend Stimmen laut, die auf die Risiken dieser Technologie für Umwelt und Gesundheit hinwiesen. Dies führte zu einer heftig geführten Kontroverse, die auch auf andere Industriestaaten übergriff. So gilt im Bundesstaat New York seit dem 12. Dezember 2014 ein offizielles Verbot des Frackings zur Kohlenwasserstoffförderung, wie schon seit 2012 in Vermont.

#### Kanada
Die Förderung mittels Fracking wird in Kanada mindestens seit den 60er Jahren betrieben. Ein Hotspot war hier insbesondere die Region Alberta, wo Ende der 70er Jahre Gas aus der Spirit River Formation gefördert wurde. Die gesellschaftliche Debatte setzte verstärkt im Juli 2011 ein, als das Executive Council of British Columbia dem Unternehmen Talisman Energy eine zwanzigjährige Lizenz zur Wasserentnahme aus dem Williston-See erteilte. Seit 2014 gilt in der Provinz Québec ein Fracking-Moratorium.

#### Argentinien
Die Schwarzschiefer der Vaca-Muerta-Formation im Untergrund des Neuquén-Beckens gelten als eine der weltweit größten Lagerstätten unkonventioneller Kohlenwasserstoffe. 2019 machte die Förderung von Schiefergas aus der Vaca-Muerta-Formation 23 % der argentinischen Erdgasförderung aus. Trotz offensichtlicher negativer Auswirkungen wie der Verschmutzung von oberflächennahem Grundwasser und Böden sowie erhöhter seismischer Aktivität wird die Erschließung der Schieferöl- und -gasvorkommen der Vaca-Muerta-Formation aus energiepolitischen Gründen massiv von der argentinischen Regierung vorangetrieben.

#### Kolumbien
In Kolumbien wird Fracking seit mehreren Jahrzehnten zur Ausbeutung von konventionellen Erdölvorkommen eingesetzt. Infolge der zunehmenden Erschöpfung dieser Vorkommen erwägt die kolumbianische Regierung jedoch Konzessionen für die Erschließung und Förderung unkonventioneller Erdöllagerstätten mittels Fracking unter strengen Auflagen zu erteilen. Dies wird von Umweltschützern kritisiert.

### Afrika

#### Südafrika

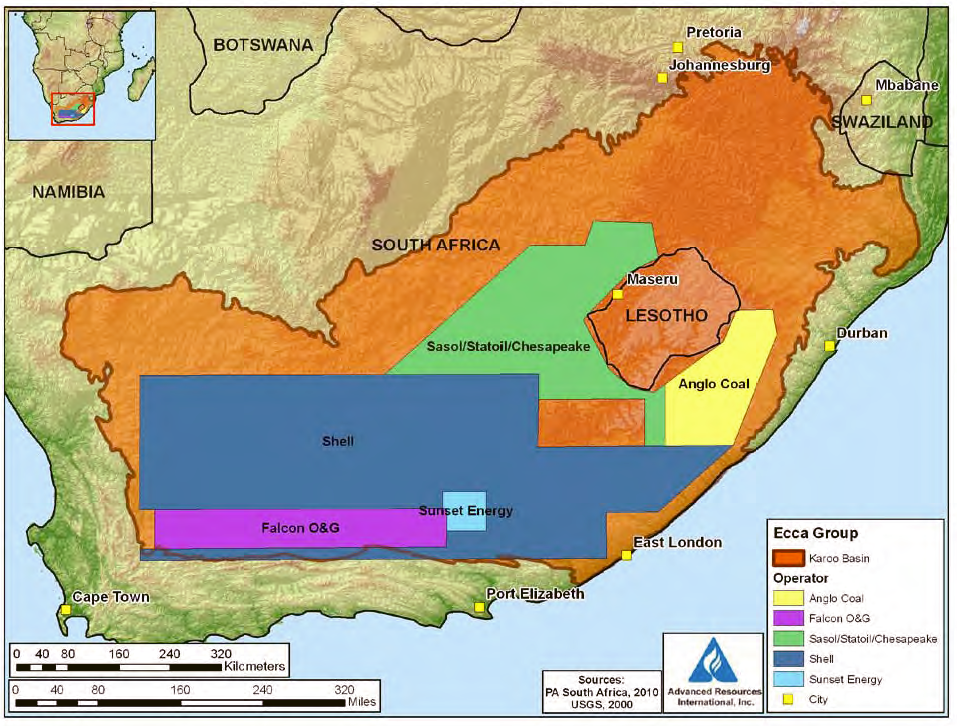
Karte der Konzessionen im Karoo-Basin

Fracking wird in Südafrika bereits seit Jahrzehnten zur Steigerung des Ertrags von Bohrlöchern, einschließlich Trinkwasserbrunnen, gebraucht. Als Folge einer breiten öffentlichen Diskussion wurde 2011 ein Moratorium gegen Fracking zur Gewinnung von Schiefergas verhängt. 2012 wurde das Moratorium wieder aufgehoben. Begründet wurde dies zum einen mit der Schaffung von neuen Arbeitsplätzen, zum anderen wird Schiefergas von der südafrikanischen Regierung als Brückentechnologie für den Übergang von der Kohle zu anderen Energieträgern angeführt. Drei Firmen erhielten Lizenzen zur Ausbeutung der Schiefergasvorkommen auf zirka 20 % der Fläche Südafrikas. Schätzungen gehen davon aus, dass die Vorräte in der Karoo ausreichend sind, um Südafrika für 400 Jahre zu versorgen.

### Asien

#### China
In China wurde erstmals im Jahr 2011 eine Schiefergasquelle mittels Fracking erschlossen. Gemäß einer Studie des EIA wird erwartet, dass China weltweit die größten Schiefergasreserven aufweist und jene der USA um die Hälfte übertrifft.

### Europa
Im Oktober 2013 hat das Europäische Parlament für eine verbindliche Umweltverträglichkeitsprüfung bei Schiefergasbohrungen gestimmt. Die EU-Kommission legte im Januar 2014 unverbindliche Empfehlungen vor, wonach Umweltauswirkungen geprüft und vermieden werden sollen. Die Umsetzung bleibt den einzelnen Mitgliedsstaaten überlassen.
Am 27. Februar 2015 veröffentlichte die EU-Kommission das Ergebnis ihrer Befragung der Unionsländer zu ihren Plänen und Vorhaben, die Hochvolumen-Hydrofracking betreffen.

#### Deutschland

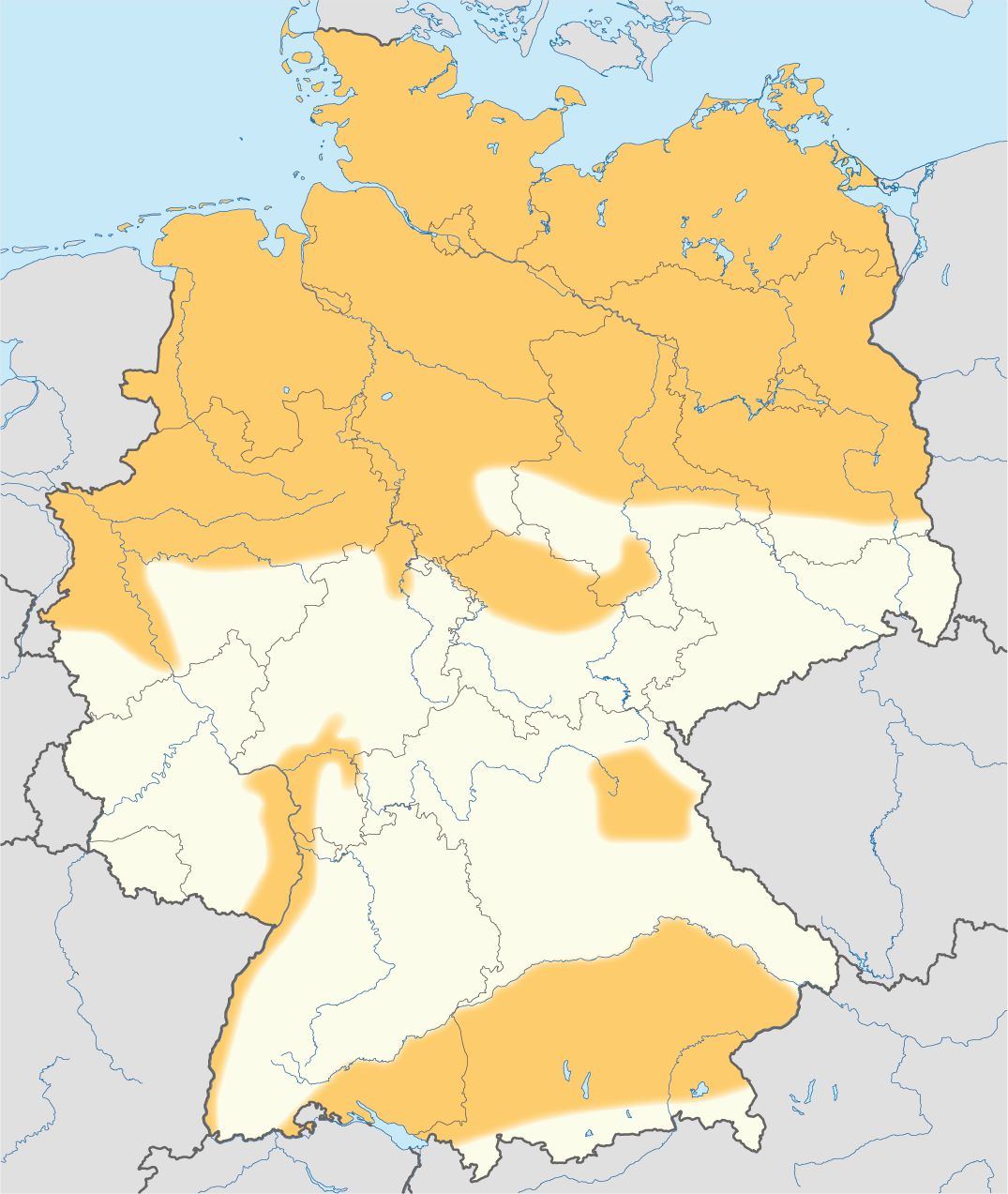
Gebiete mit Schiefergaspotenzialen in Deutschland (in orange). Besonders im Fokus stehen derzeit jedoch nur das Nordwestdeutsche Becken (Niedersachsen, Westfalen), das Molassebecken (Bayern, Baden-Württemberg) und der Oberrheingraben (Baden-Württemberg).

Hydraulic Fracturing wird in Deutschland seit 1961, insbesondere zur Erhöhung oder Konstanthaltung der Förderraten bei der konventionellen Erdöl- und Erdgasförderung sowie zur Trinkwassergewinnung, für Altlastensanierung und bei Geothermiebohrungen („Stimulation“) angewendet. Bundesweit wurden bislang ungefähr 300 Frackjobs durchgeführt, die meisten davon in Niedersachsen. Anfangs wurde ausschließlich bei vertikalen Bohrungen gefrackt; erstmals bei einer horizontalen Bohrung kam Fracking in Deutschland bei der Bohrung Söhlingen Z10 im Jahre 1994 zum Einsatz. Kommerzielle Förderung von Erdöl und Erdgas aus Schiefergesteinen fand und findet in Deutschland nicht statt.

##### Gesellschaftliche Debatte
Hydraulic Fracturing wird sowohl in Deutschland als auch auf europäischer Ebene seit einigen Jahren kontrovers diskutiert. Dabei stützt sich die Kritik hauptsächlich auf Erfahrungen aus den USA oder Filme wie Gasland. In Deutschland formiert sich der Widerstand oft in Bürgerinitiativen. Verschiedene Förderfirmen, wie beispielsweise ExxonMobil, versuchten proaktiv die Diskussion zu beeinflussen, Bedenken in einem Informations- und Dialogprozesses zu sammeln und durch einen Expertenkreis unabhängiger Wissenschaftler klären zu lassen. Vertreter der Wirtschaft sind abhängig vom Industriezweig eher für oder gegen Fracking.
Insbesondere die Umweltrisiken des Frackings werden kontrovers diskutiert. Zur besseren Einordnung fertigten das Deutsche Geoforschungszentrum (GFZ), das Umweltbundesamt, der Sachverständigenrat für Umweltfragen sowie die Bundesanstalt für Geowissenschaften und Rohstoffe (BGR) zwischen 2010 und 2015 vieldiskutierte Expertisen zu den Auswirkungen an. Alle Gutachten kamen mit verschiedener Betonung zu dem Schluss, dass zum einen die aktuelle Datenlage ungenügend für eine abschließende Bewertung der Möglichkeiten und Risiken ist und zum anderen, dass der gesetzliche Rahmen sowohl im Genehmigungsprozess als auch im späteren Überwachungsprozess nicht klar genug festgelegt ist. Es wurde angeregt, mittels kontrollierter, transparenter und schrittweiser Pilotbohrungen und anderer Untersuchungen die Datenlage zu verbessern und den gesetzlichen Rahmen, insbesondere für den Aspekt der Umweltauflagen, zu schaffen. Ebenfalls kritisch diskutiert wurde in den Gutachten die volkswirtschaftliche Rentabilität der Erschließung der Schiefergasbestände in Deutschland.

##### Rechtliche Situation
Nach einem mehr als drei Jahre währenden und von zahlreichen Kontroversen begleiteten Entstehungsprozess unter Beteiligung zweier Bundesregierungen wurde am 4. August 2016 das Gesetz zur Änderung wasser- und naturschutzrechtlicher Vorschriften zur Untersagung und zur Risikominimierung bei den Verfahren der Fracking-Technologie (BGBl. I S. 1972), allgemein auch „Fracking-Gesetz“ genannt, erlassen. Durch dieses Artikelgesetz, das Änderungen insbesondere des Wasserhaushaltsgesetzes und des Bundesnaturschutzgesetzes umfasst, erfolgt ein generelles Verbot von Fracking in unkonventionellen Lagerstätten (Schiefergas, Kohleflözgas). Das bereits seit Langem praktizierte Tight-Gas-Fracking in tief lagernden Schichten dichten Sandsteins bleibt hingegen erlaubt, außer in sensiblen Gebieten, etwa solchen, die für die Trinkwasserversorgung von Bedeutung sind. Als Ausnahmen vom Frackingverbot in unkonventionellen Lagerstätten werden bundesweit insgesamt vier Tests zu wissenschaftlichen Zwecken gestattet – die betroffenen Bundesländer müssen diesen jedoch ausdrücklich zustimmen. Bis 2021 soll eine unabhängige Expertenkommission über die dabei gewonnenen Erkenntnisse berichten. Im gleichen Jahr soll dann der Bundestag „auf der Grundlage des bis dahin vorliegenden Standes von Wissenschaft und Technik“ überprüfen, ob das Fracking-Verbot gelockert oder endgültig zementiert werden soll.

#### Österreich
Die Montanuniversität Leoben entwickelte gemeinsam mit dem Öl- und Gaskonzern OMV im österreichischen Weinviertel ein Pilotprojekt, bei dem das sogenannte Clean-Fracking angewandt werden sollte. Beim Clean-Fracking wird nur Wasser, Bauxit-Sand und Stärke als Stützmittel eingesetzt. Durch Probebohrungen sollten Bohrkerne gewonnen werden, um anhand der geomechanischen Eigenschaften der Kerne die Machbarkeit des Clean-Frackings zu bestätigen. Es wurde vermutet, dass die Methode zwar umweltverträglicher, aber wirtschaftlich weniger effizient ist. 2012 wurde das Projekt wegen Unwirtschaftlichkeit eingestellt.
Die Probebohrungen im Weinviertel waren in den Regionen um die Stadt Poysdorf und das Dorf Herrnbaumgarten geplant. Aufgrund von Bürgerprotesten haben die politischen Entscheidungsträger über die Medien der OMV die Probebohrungen auf deren Grund verwehrt. Es folgte eine Verankerung einer verpflichtenden Umweltverträglichkeitsprüfung für Schiefergasbohrungen. In Österreich bildete sich eine Bürgerinitiative, um auf die Gefahren des Schiefergas-Frackings hinzuweisen.
Aufgrund der europäischen Energiekrise überlegt das Land allerdings seit Mitte Oktober 2022 die Pläne zur Förderung von Erdgas durch Fracking wieder aufzunehmen.
Im Januar 2023 wurde bekannt, dass die österreichische Umweltministerin Leonore Gewessler ein Fracking-Verbot plant.

#### Schweiz
Die Nutzung des Untergrunds ist in der Schweiz der Kantonshoheit unterstellt. Die entsprechenden gesetzlichen Grundlagen stammen teilweise aus dem 19. Jahrhundert. Der Kanton Aargau hat 2013 eine Bewilligungspflicht für die Erkundung oder Nutzung des tiefen Untergrundes eingeführt. Der Kanton Luzern plant die Einführung einer ähnlichen Regelung. Die Ost- und Zentralschweizer Kantone Appenzell Innerrhoden, Appenzell Ausserrhoden, Glarus, St. Gallen, Schaffhausen, Schwyz, Thurgau, Zug und Zürich erarbeiten gemeinsam eine gesetzliche Grundlage. Die Westschweizer Kantone Freiburg und Waadt haben ein Moratorium in Bezug auf die Gaserkundung und -förderung festgelegt. Im Kanton Bern wurden Gaserkundungen zwischen Aarberg und Biel bewilligt.

#### Frankreich
Nach der im März 2010 erfolgten Erteilung von vier Bohrgenehmigungen zur Schiefergasgewinnung auf einer Gesamtfläche von 9.672 km² führte die aufflammende öffentliche Debatte im Juli 2011 zu einem Verbot der Aufsuchung und Gewinnung von Schiefergas mit Hilfe von Hydraulic Fracturing auf dem französischen Festland zu nicht-wissenschaftlichen Zwecken. Unternehmen, die Fracking zur Gewinnung des Schiefergases einsetzen wollten, wurde kurz darauf die Konzession wieder entzogen. Dies wurde im Oktober 2013 auch vom französischen Verfassungsgericht bestätigt. Kurz zuvor hatte Präsident François Hollande noch einmal bekräftigt, dass während seiner Amtszeit nicht mit einer Genehmigung eines Schiefergasabbaus in Frankreich zu rechnen sei.

#### Dänemark
Französische Mineralölunternehmen weichen aufgrund der Haltung ihrer Regierung ins Ausland aus. Total erhielt eine staatliche Lizenz für Probebohrungen in Dänemark, die 2015 bei Dybvad durchgeführt wurden. Schiefergasvorkommen sind hier auf den Norden Jütlands begrenzt und ihre Ausbeutung derzeit wenig profitabel.

#### Weitere Staaten
Innerhalb der EU hatte vor allem Polen geplant, die Förderung unkonventionellen Gases zu intensivieren und im Juli 2013 bereits etwa 100 Fracking-Konzessionen vergeben. Aufgrund eines von den Energieunternehmen als unsicher empfundenen Investitionsklimas und relativ komplizierter Lagerstättengeologien ist die Schiefergas-Explorationstätigkeit in Polen Ende 2017 aber faktisch zum Erliegen gekommen.
Bulgarien hat die Schiefergas-Förderung mittels Fracking 2012 verboten und zog seinerzeit eine bereits an Chevron vergebene Lizenz wieder zurück.
Nach einem stärkeren seismischen Ereignis im Bereich der Fracking-Anlage bei Blackpool im August 2019 verhängte die Regierung des Vereinigten Königreichs auf Grundlage eines Berichtes der britischen Aufsichtsbehörde für die Öl- und Gas-Förderung (Oil and Gas Authority, OGA), in dem „inakzeptable Konsequenzen“ für Anwohner entsprechender Anlagen nicht ausgeschlossen werden konnten, im November 2019 ein landesweites Fracking-Verbot.

### Ozeanien

#### Australien
In Australien wurden bis Mitte der 2000er Jahre hydraulische Stimulation vor allem bei der Förderung aus konventionellen Vorkommen eingesetzt. Besonders stark verbreitet war dieses Vorgehen im Cooper Basin. Schiefergas kommt insbesondere in Western Australia im Canning Basin vor. Diese Vorkommen befinden sich zurzeit in der Explorationsphase. Der Beginn der kommerziellen Förderung in größerem Umfang wird für die Jahre 2020 bis 2025 erwartet.
Wie in den USA obliegt die Regulierung des Einsatzes von Fracking zur Förderung unkonventioneller Kohlenwasserstoffe den Bundesstaaten, und auch in Australien existiert eine gesellschaftliche Debatte um die Risiken und Chancen, die mit dieser Technologie verbunden sind. Hierbei konnten die Fracking-Gegner einige Erfolge verbuchen. So wurde im Bundesstaat Victoria 2012 ein Moratorium verhängt, dass noch 2014 in Kraft war. Im Bundesstaat New South Wales wurden im gleichen Jahr BTEX-Aromate als Additive bei der Kohleflözgas-Förderung verboten.

#### Neuseeland
In der Region Taranaki in Neuseeland wird seit 1993 mittels Fracking Gas gefördert. Reguliert ist die Technik derzeit hauptsächlich durch den Ressource Management Act aus dem Jahre 1991. Proteste von Umweltschützern führten dazu, dass 2012 vier lokale Regierungen ein Moratorium ausriefen, ein landesweites Moratorium wurde aber von der Regierung abgelehnt. Eine daraufhin vom Parliamentary Commissioner for the Environment beauftragte Studie kam in einem Zwischenbericht zu dem Schluss, dass die Regulierung verschärft werden muss.